# Musée Czartoryski
Le musée Czartoryski de Cracovie a été ouvert en 1878. Ses origines remontent à 1801 et aux collections de la princesse Izabela Czartoryska, présentées dans son musée de Puławy. À la fin du XIXe siècle, les collections ont été transférées à Cracovie.
Après la Seconde Guerre mondiale, le musée était sous la tutelle du musée national de Cracovie, et en 1991, la Fondation des princes Czartoryski a pris en charge les collections. Le 29 décembre 2016, la Fondation des princes Czartoryski a vendu l'ensemble de la collection ainsi que les bâtiments du musée à l'État polonais pour un montant total de 100 millions d'euros. Depuis lors, la collection des princes Czartoryski fait partie intégrante du musée national de Cracovie.
Le musée conserve des œuvres de peinture européenne des XIIIe – XVIIIe siècles, des objets d'artisanat européen et islamique du Moyen Âge au XIXe siècle, des estampes, de l'art antique ainsi que des objets militaires.
Parmi les œuvres conservées se trouvent notamment La Dame à l'hermine de Léonard de Vinci et le Paysage avec le Bon Samaritain de Rembrandt. Le Portrait de jeune homme de Raphaël a été perdu pendant la Seconde Guerre mondiale.

## Exposition

### Palais
L'exposition permanente au palais du musée des princes Czartoryski présente la collection d'art la plus précieuse de Pologne et l'une des plus importantes d'Europe. L'exposition comprend non seulement des chefs-d'œuvre de la peinture mondiale, tels que La Dame à l'hermine de Léonard de Vinci ou Paysage avec le bon Samaritain de Rembrandt van Rijn, mais aussi d'autres œuvres de peinture, sculpture, artisanat, armes ou arts décoratifs. Elle inclut également une vaste collection de souvenirs liés à l'histoire de la Pologne.

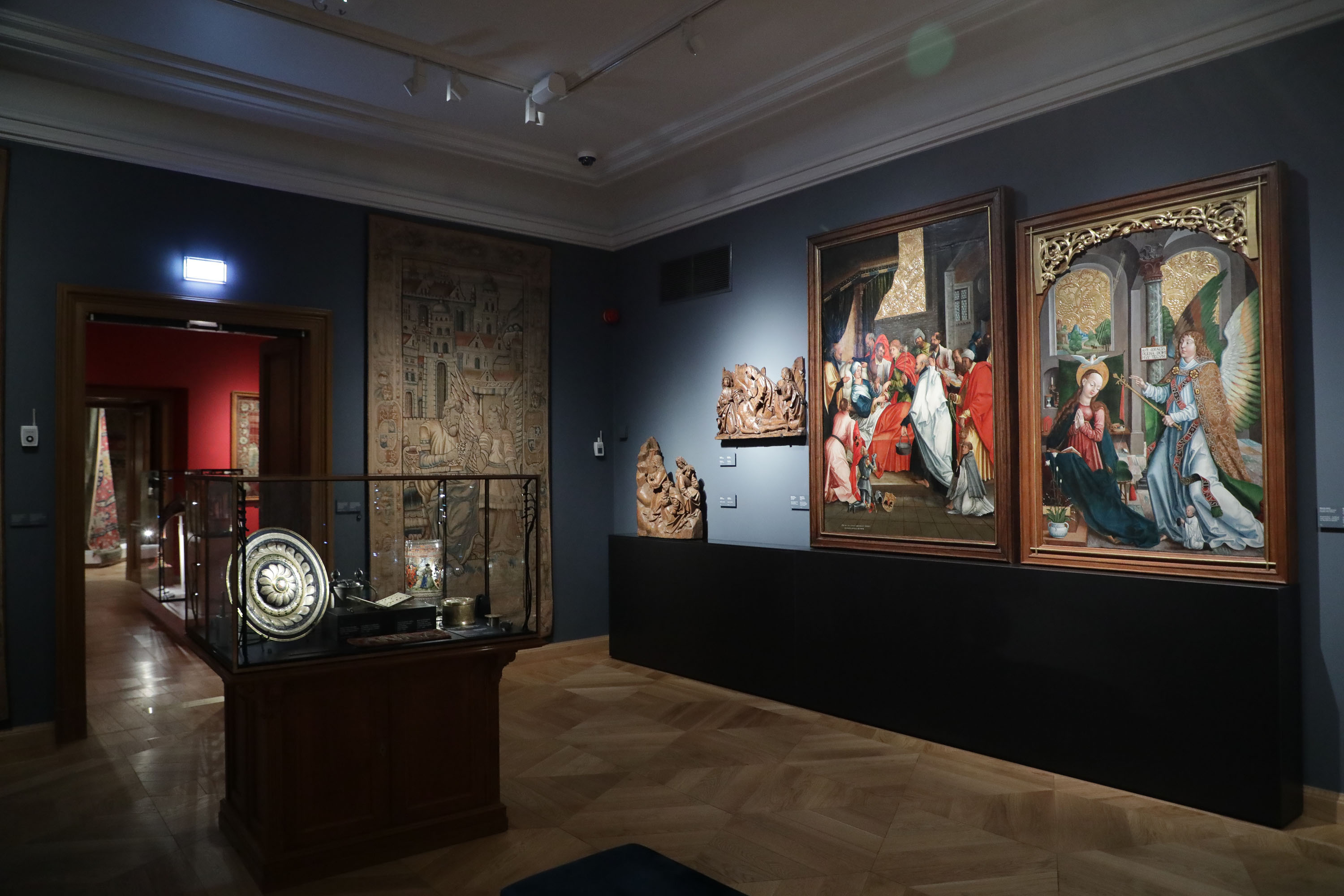
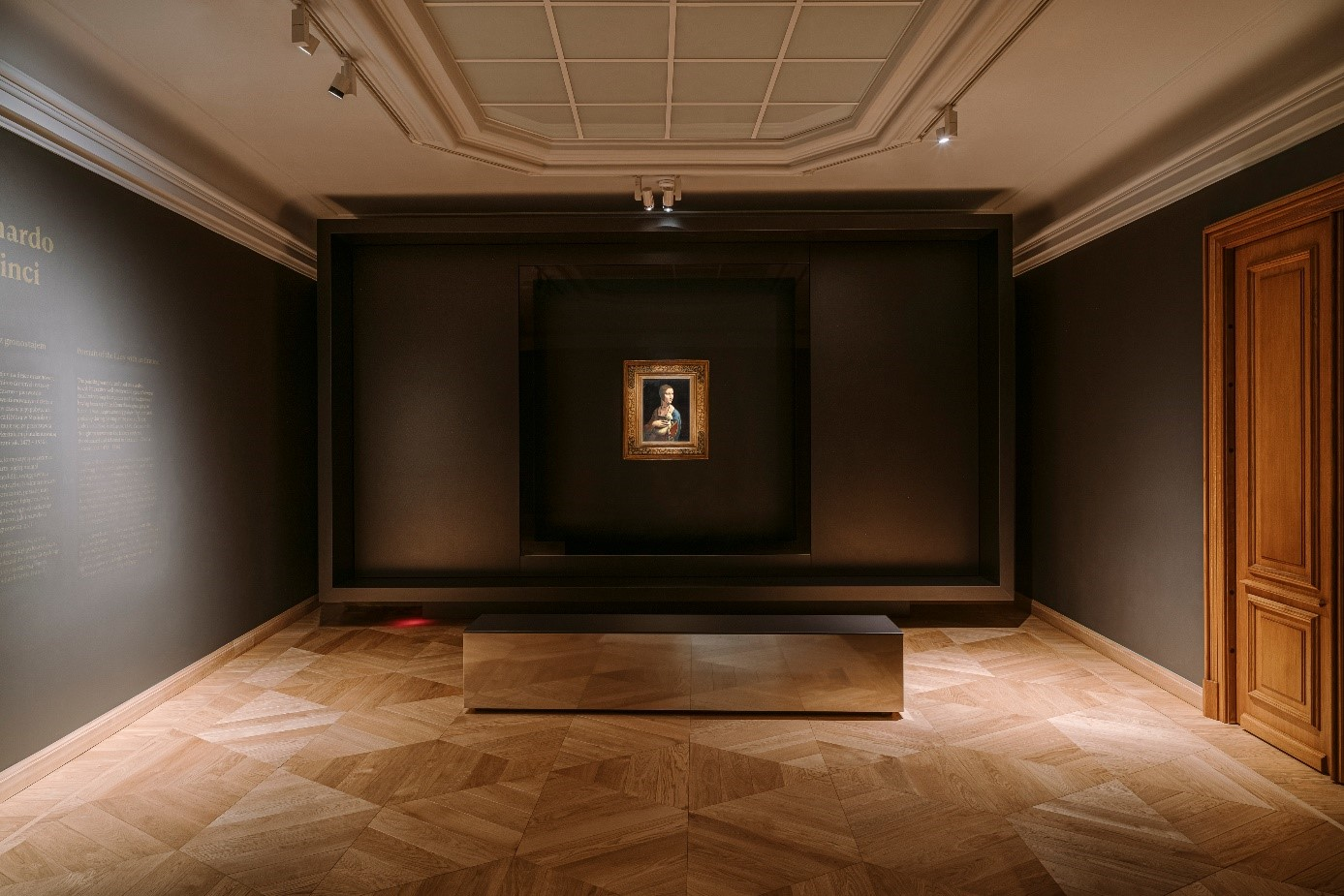
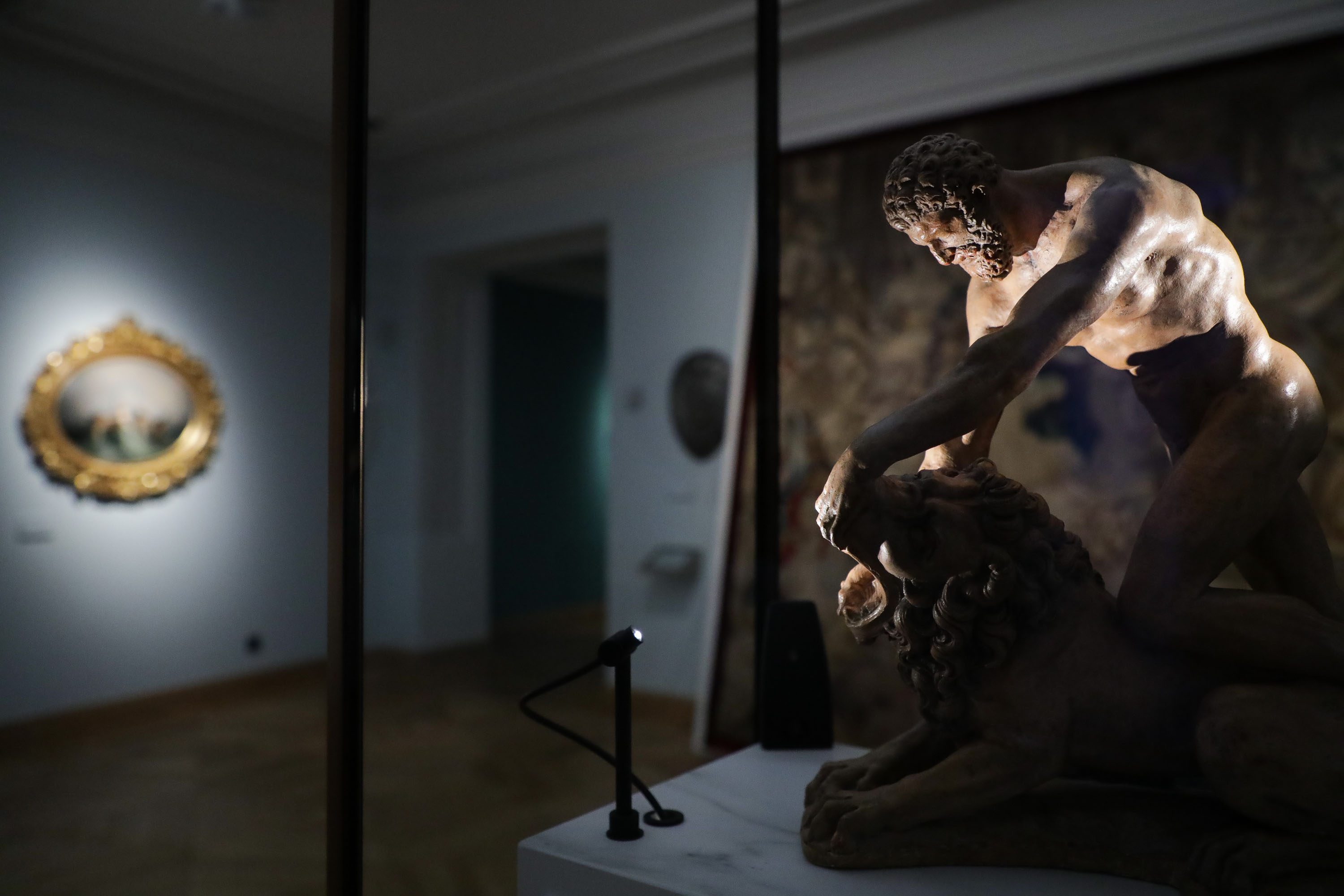
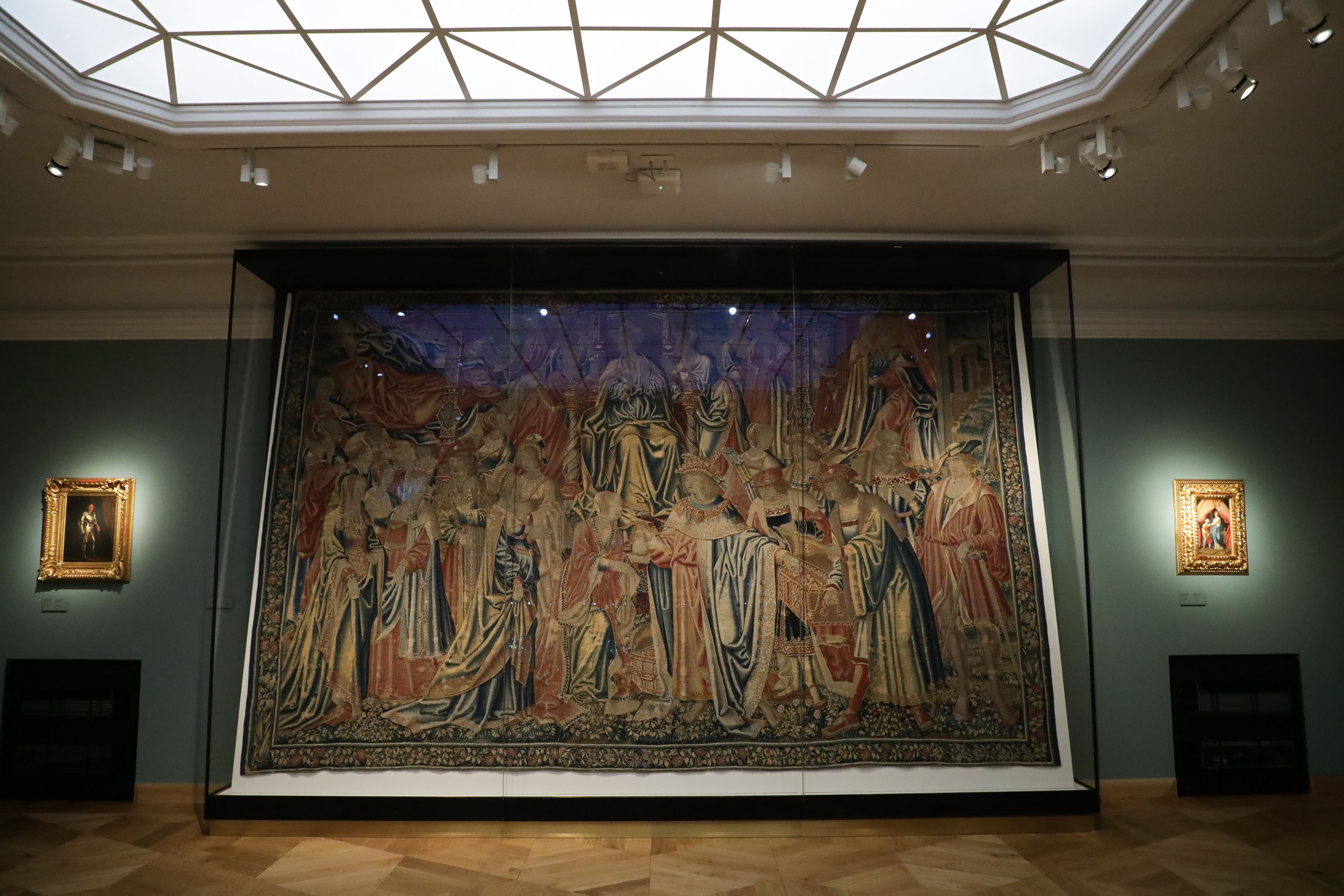

### «Klasztorek»
Le Klasztorek doit son nom à son ancienne appartenance au monastère des Pères Piaristes. Il est situé au cœur du complexe immobilier qui constitue le siège historique du musée des princes Czartoryski à Cracovie. Le bâtiment actuel a été construit après la transformation d’une propriété acquise par le prince Władysław Czartoryski, selon le projet de Maurice Auguste Gabriel Ouradou, un architecte français et directeur de travaux de restauration (notamment à la cathédrale Notre-Dame de Paris).

L’exposition au Klasztorek combine deux thématiques principales: la première complète le récit historique en abordant la période napoléonienne et les temps des insurrections nationales. La seconde thématique présente des memorabilia issues des collections de Puławy, constituant une sorte de galerie commémorative dédiée aux personnalités ayant marqué durablement l’histoire et la culture de l’Europe et du monde (on y trouve, par exemple, la chaise de Shakespeare). Parmi les attractions, on compte le tout nouveau Cabinet des Médailles ainsi que le Cabinet des Curiosités.

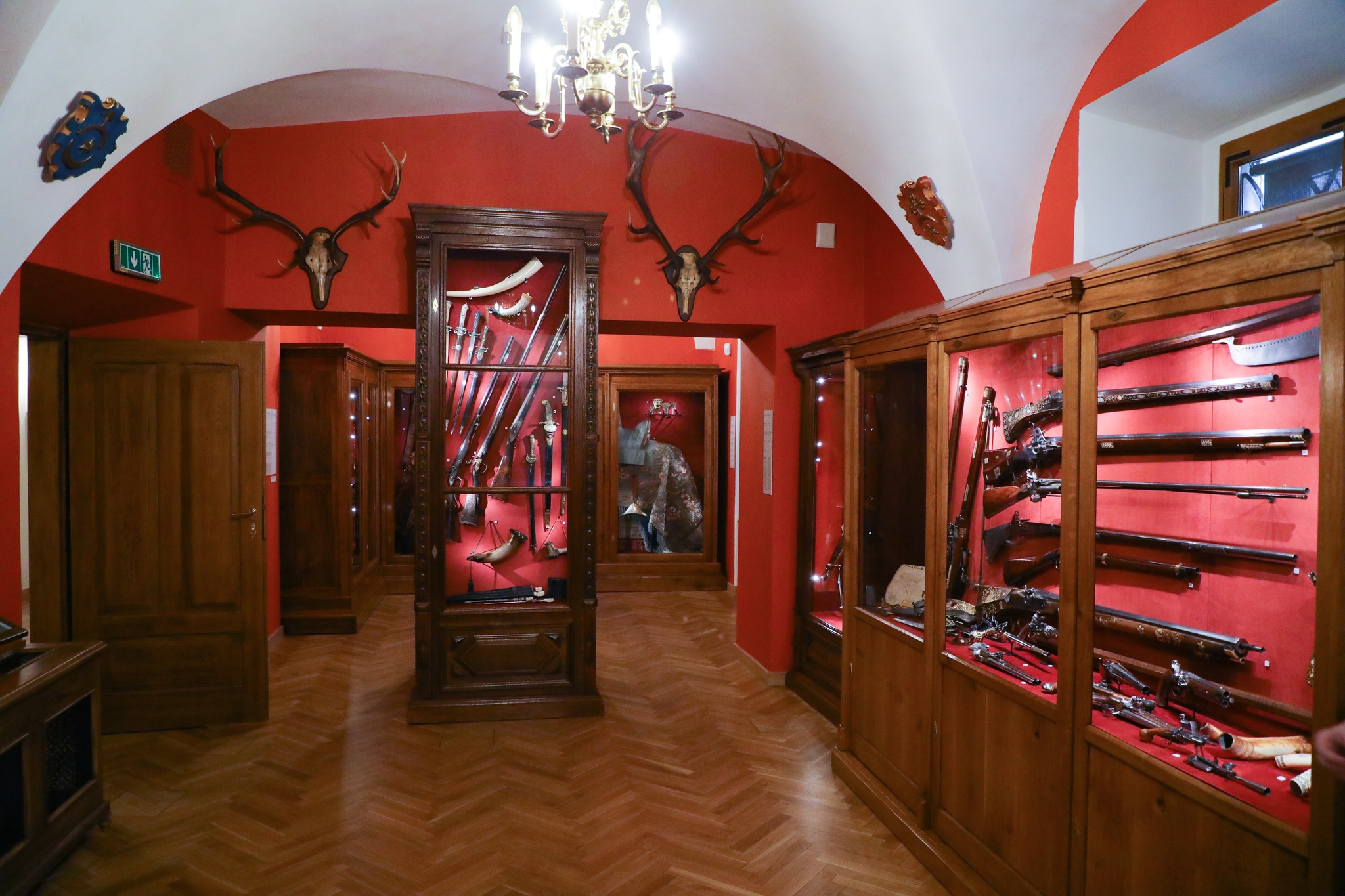
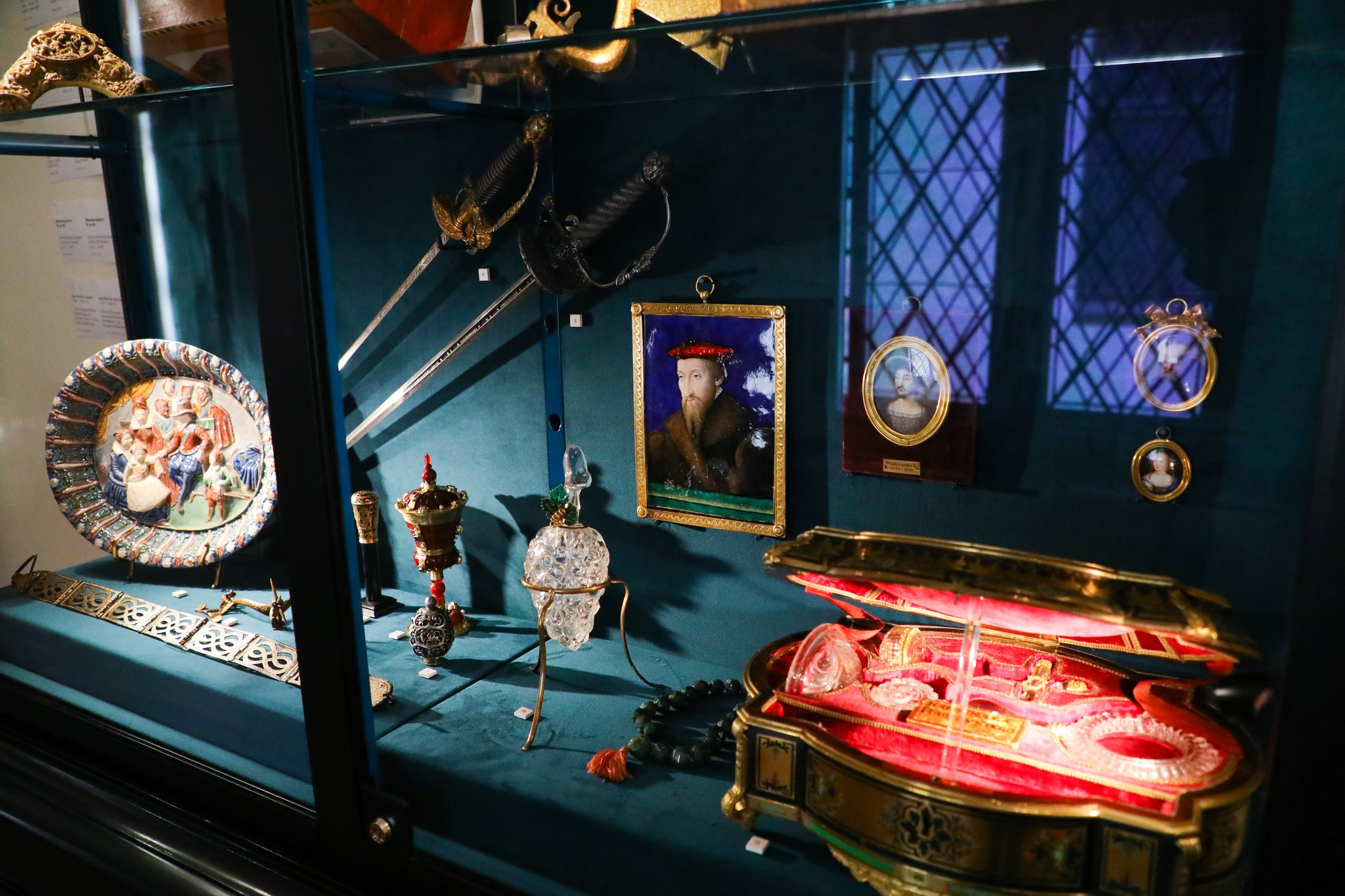

### Arsenal
Le bâtiment de l'Arsenal municipal (XVIe – XIXe siècles), accompagné des tours Stolarska et Ciesielska (XIVe – XVe siècles), fait partie depuis 1874 du siège du musée des princes Czartoryski à Cracovie. Le bâtiment abrite une galerie permanente d'art antique, offrant une vision complète de l'art et des cultures de l'Antiquité. Le cœur de l'exposition est constitué par la collection acquise par le prince Władysław Czartoryski dans la seconde moitié du XIXe siècle.

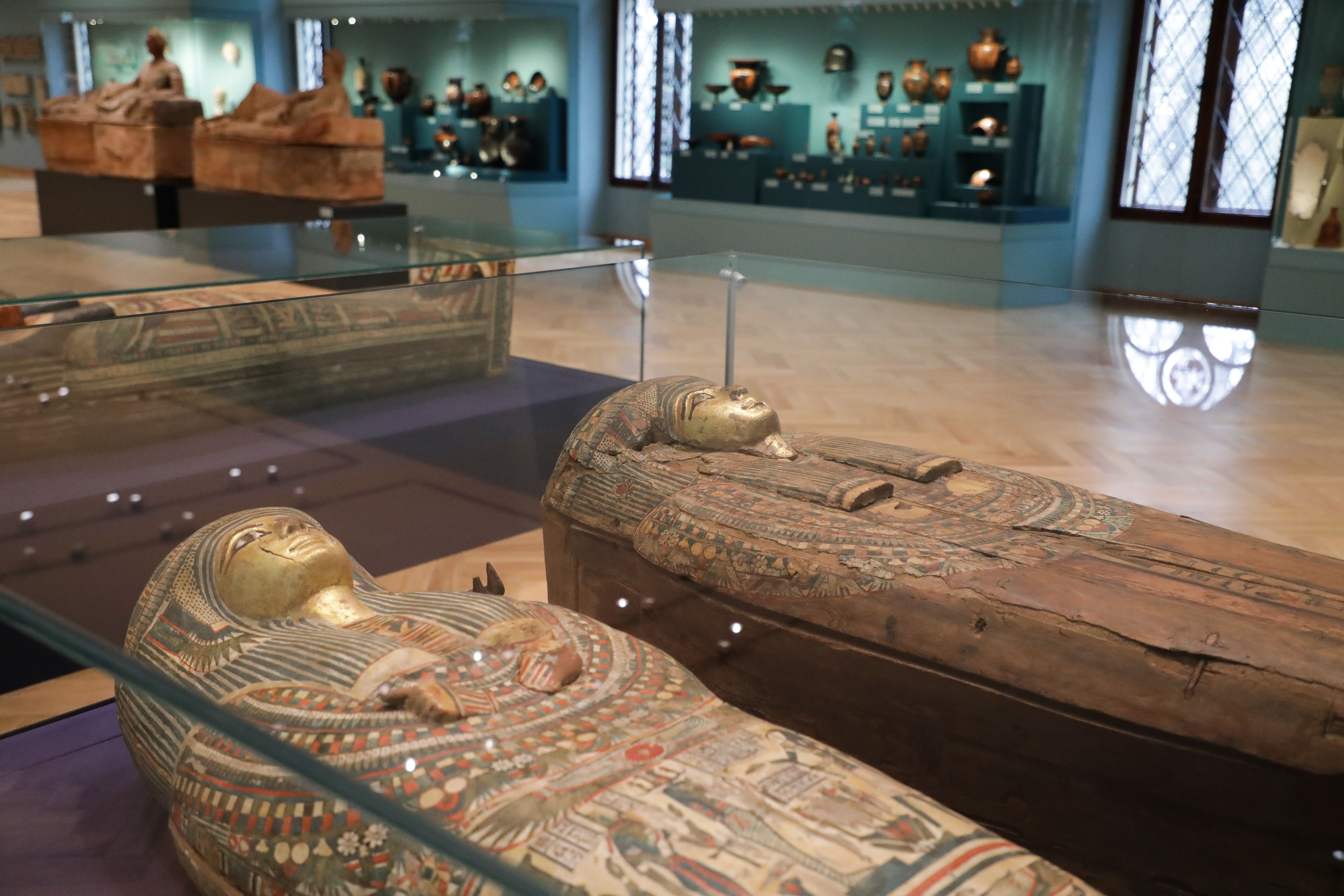
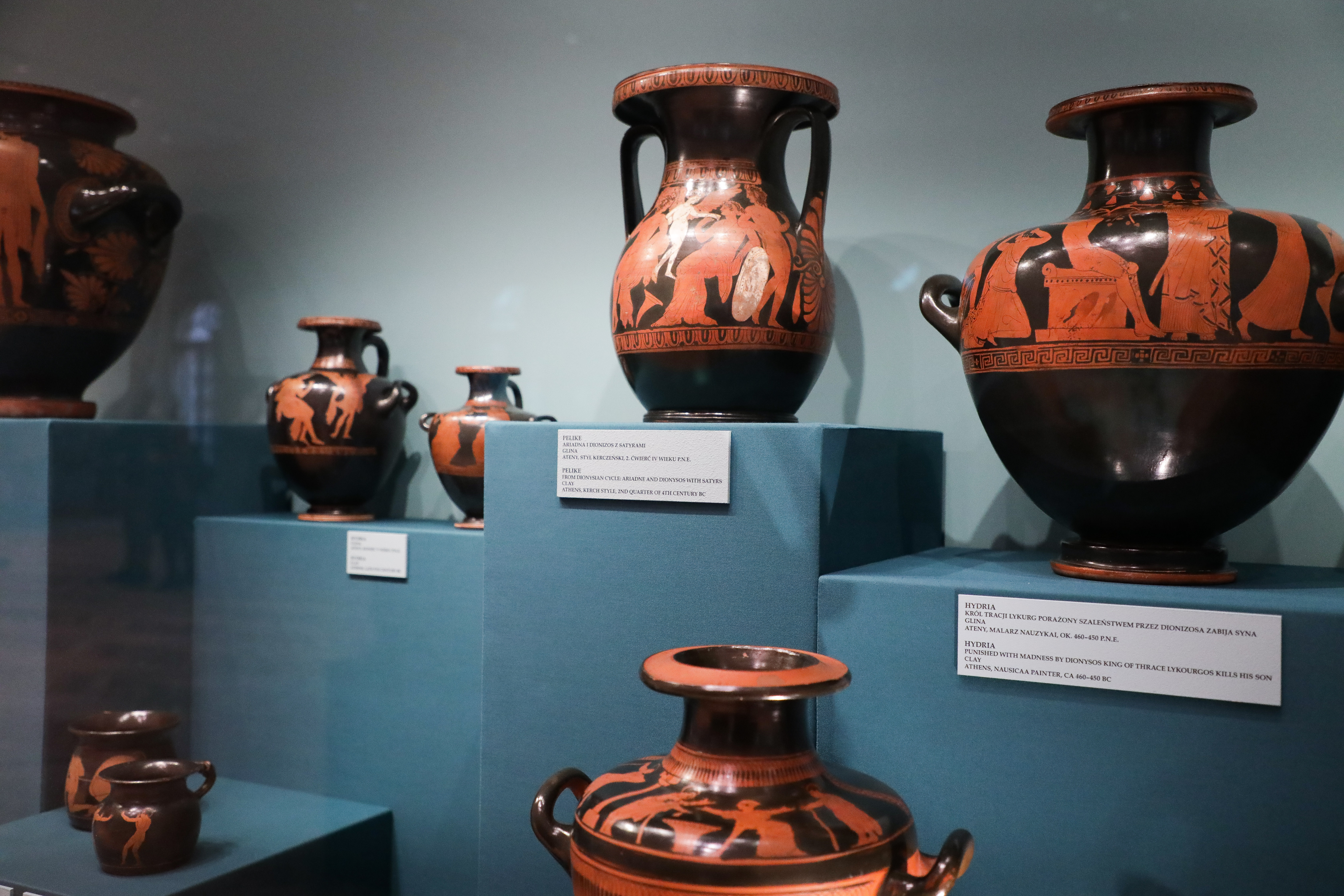
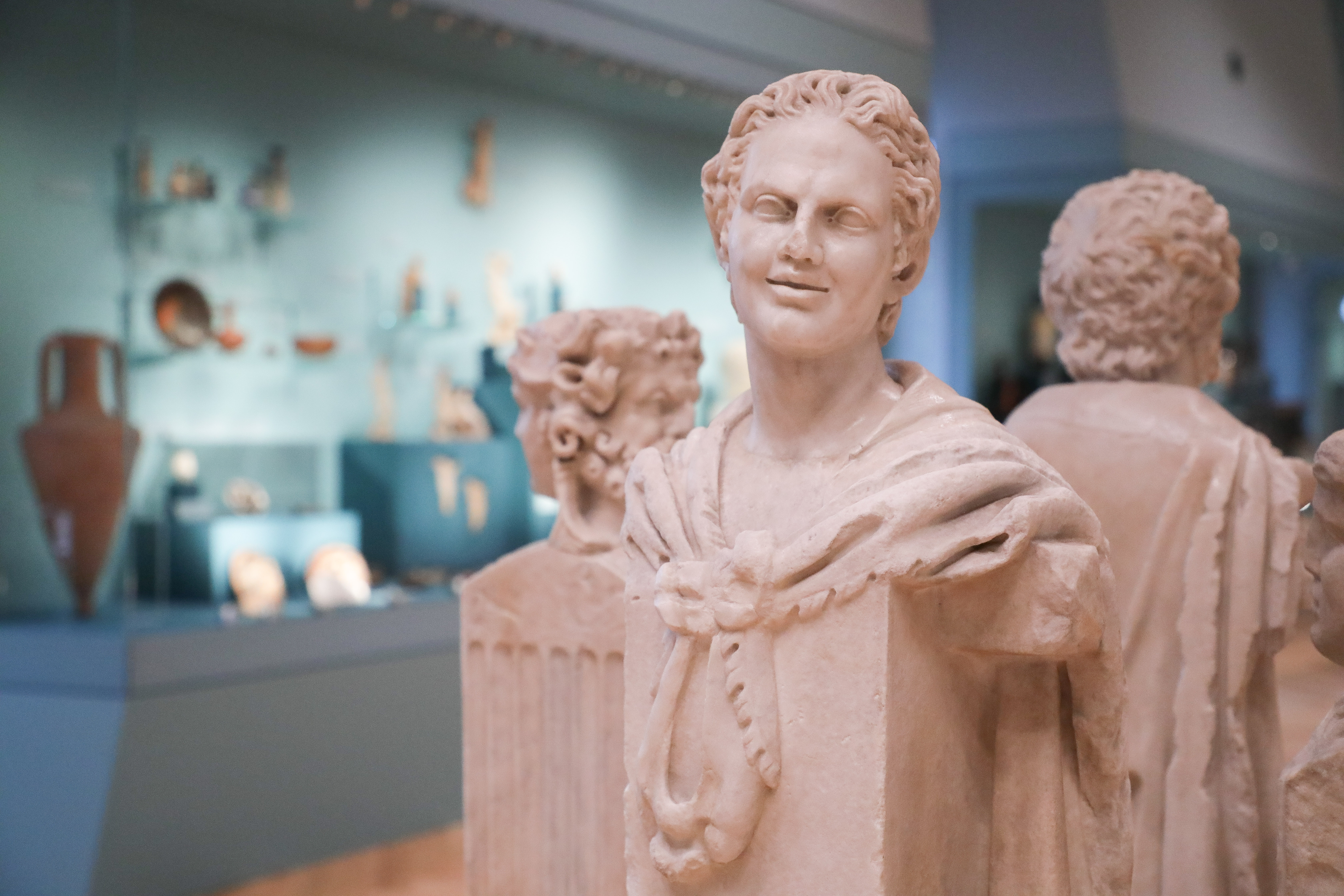
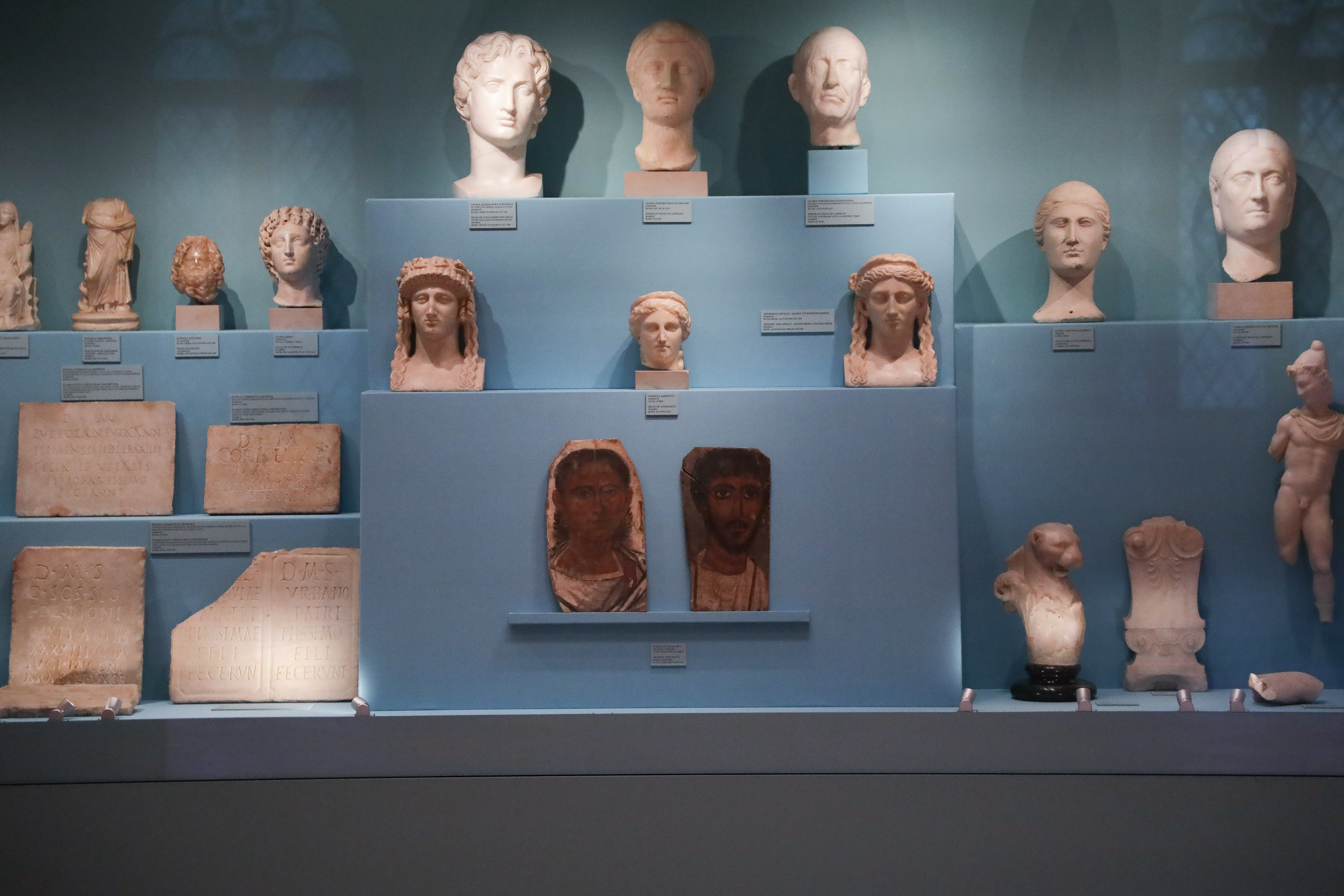

## La collection du musée des princes Czartoryski
La collection du musée des princes Czartoryski est structurée en groupes d'objets : des artefacts d'art antique, de la peinture et de la sculpture européennes, des arts décoratifs, y compris la salle des armures, ainsi que des estampes et des dessins conservés dans le Cabinet des Estampes et des Dessins. Chaque groupe d'objets fait partie des plus précieux des collections muséales polonaises.

### L'art antique
Les œuvres d'art antique de la collection du musée illustrent le développement des cultures égyptienne, grecque, étrusque et romaine, ainsi que leurs influences réciproques. Parmi les nombreux objets usuels, on remarque des sarcophages égyptiens et étrusques, des fragments de papyrus contenant des textes du Livre des Morts, des vases grecs à figures noires et rouges, des fragments de fresques pompesiennes, une sculpture de Vénus de type Médicis, ainsi que deux portraits funéraires – de remarquables exemples de peinture antique sur bois. Un objet rare est un miroir étrusque en bronze avec une représentation en relief de Prométhée.

Objets sélectionnés de la collection
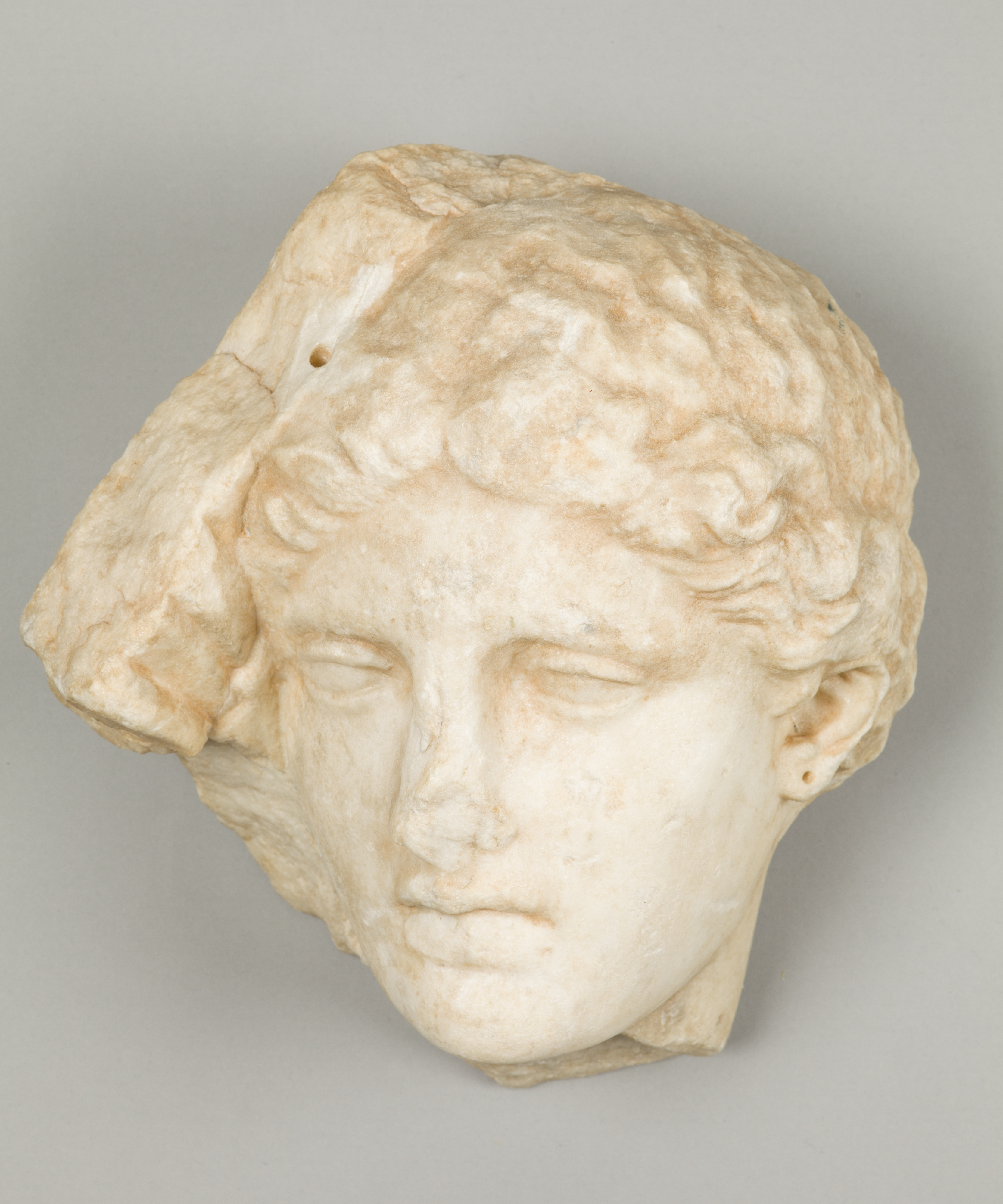
Tête de femme (IVe siècle av. J.-C.)
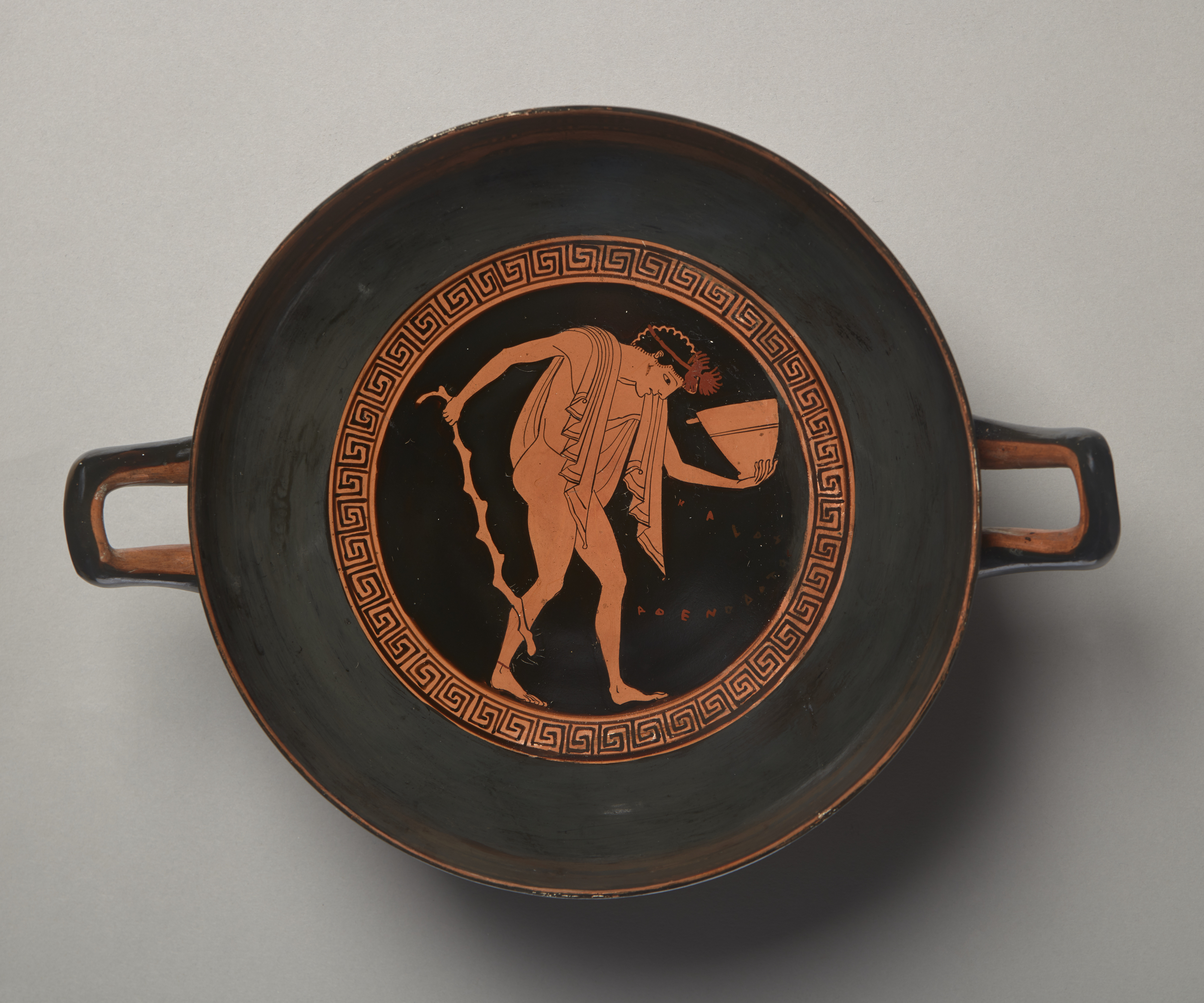
Kylix à figures rouges (500-490 av. J.-C.)
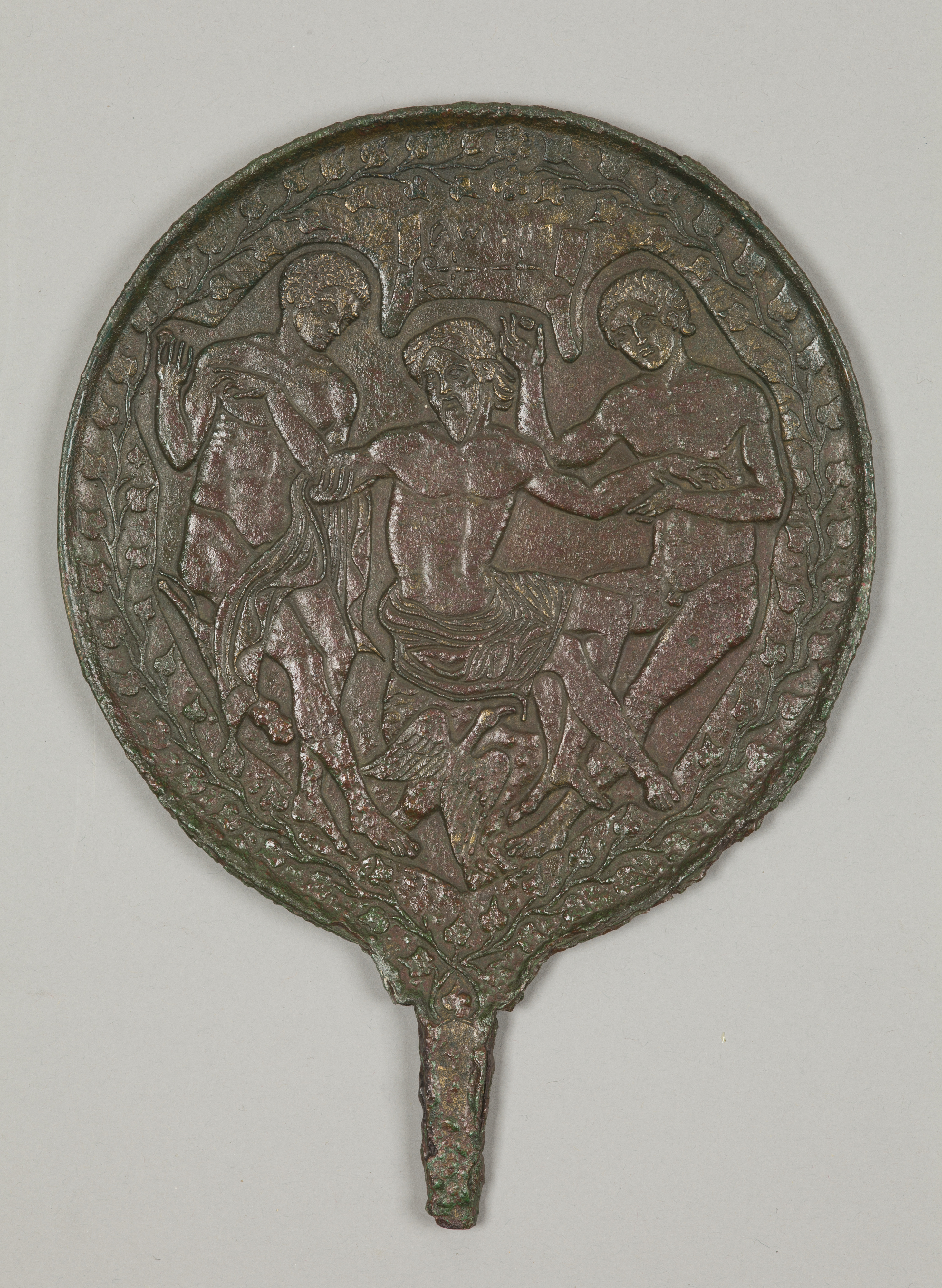
Miroir avec décoration en relief (460-440 av. J.-C.)
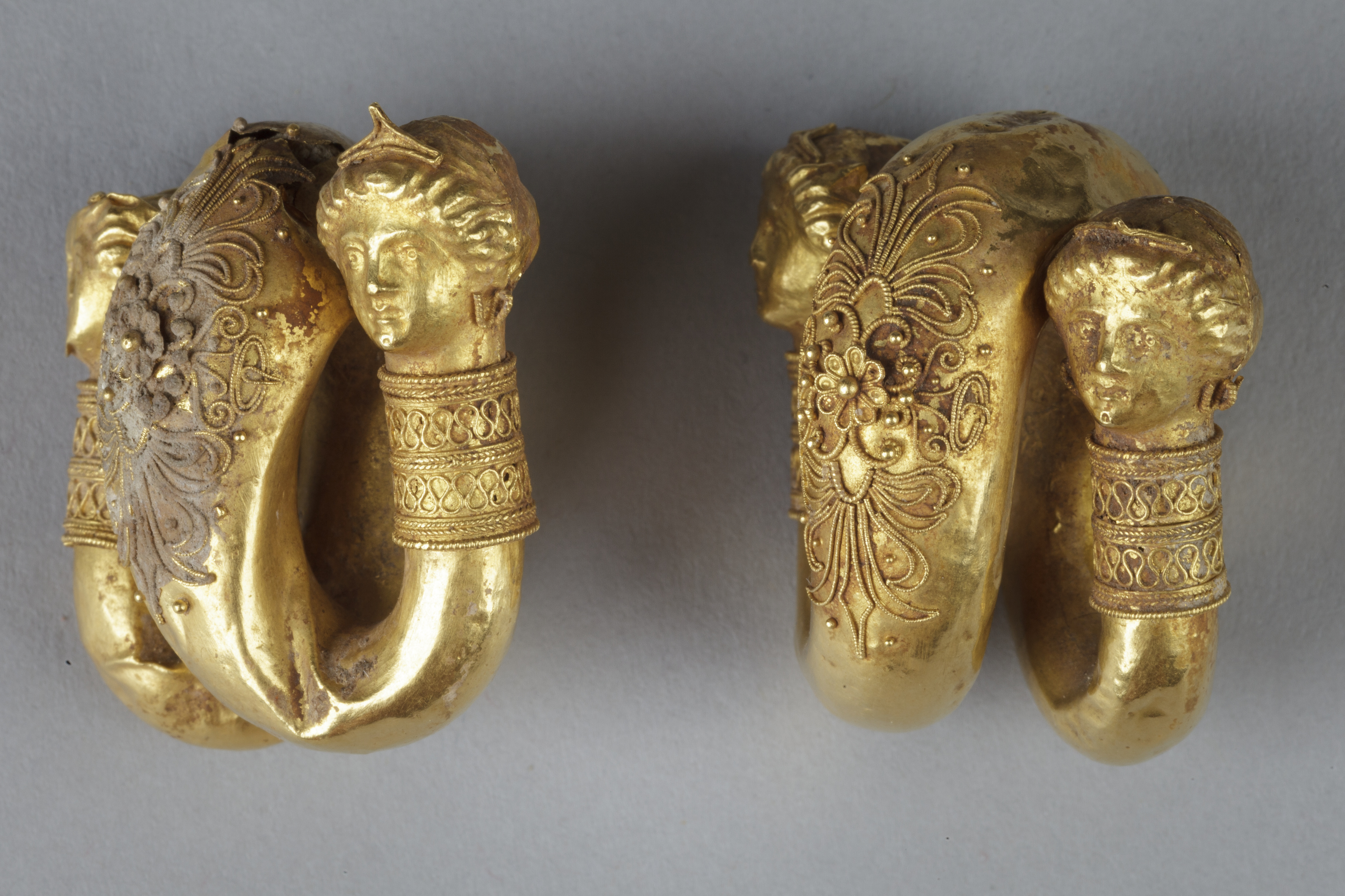
Boucles d'oreilles (470-330 av. J.-C.)
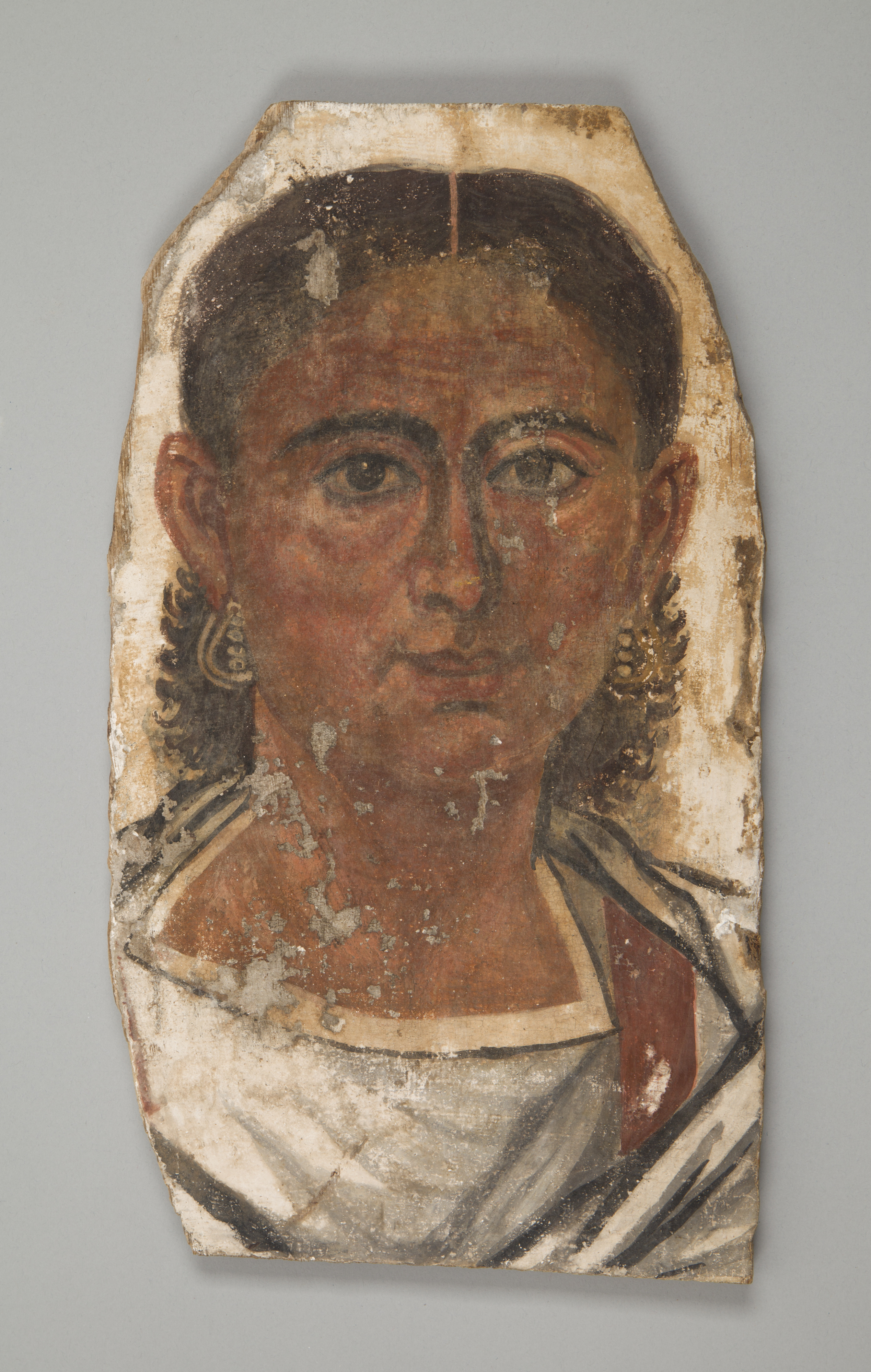
Portrait funéraire (début du IIIe siècle)

### Peinture et sculpture
Les objets les plus précieux de la collection de peinture et de sculpture sont l'œuvre de Léonard de Vinci, La Dame à l'hermine (vers 1490), ainsi que Le Paysage avec le Bon Samaritain (1638) de Rembrandt van Rijn.
Les collections de peinture offrent la possibilité de découvrir des œuvres allant du Moyen Âge au XIXe siècle, et les différents exemples se regroupent en ensembles illustrant le travail des ateliers européens et polonais, traitant de thèmes à la fois sacrés et profanes. D'une valeur exceptionnelle sont les peintures italiennes gothiques et proto-Renaissance, parmi lesquelles figure notamment La Vierge à l'Enfant de l'Atelier des Clarisses (Sienne, fin du XIIIe siècle). En raison du caractère historique de la collection de Puławy, une place importante est occupée par les portraits de personnages célèbres, comme les miniatures des membres de la dynastie des Jagellons, réalisées par l'atelier de Lucas Cranach le Jeune. L'aspect familial de la collection est souligné par les portraits des membres de la famille des princes Czartoryski.

Objets sélectionnés de la collection
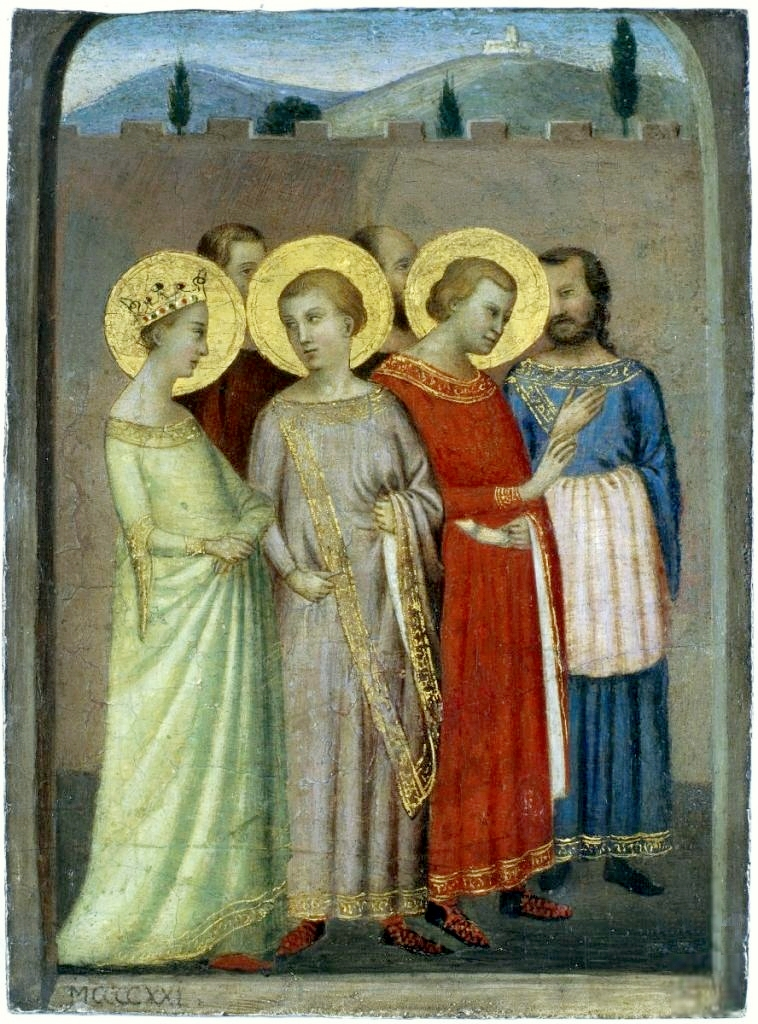
Groupe de saints (vers 1300) de Bernardo Daddi
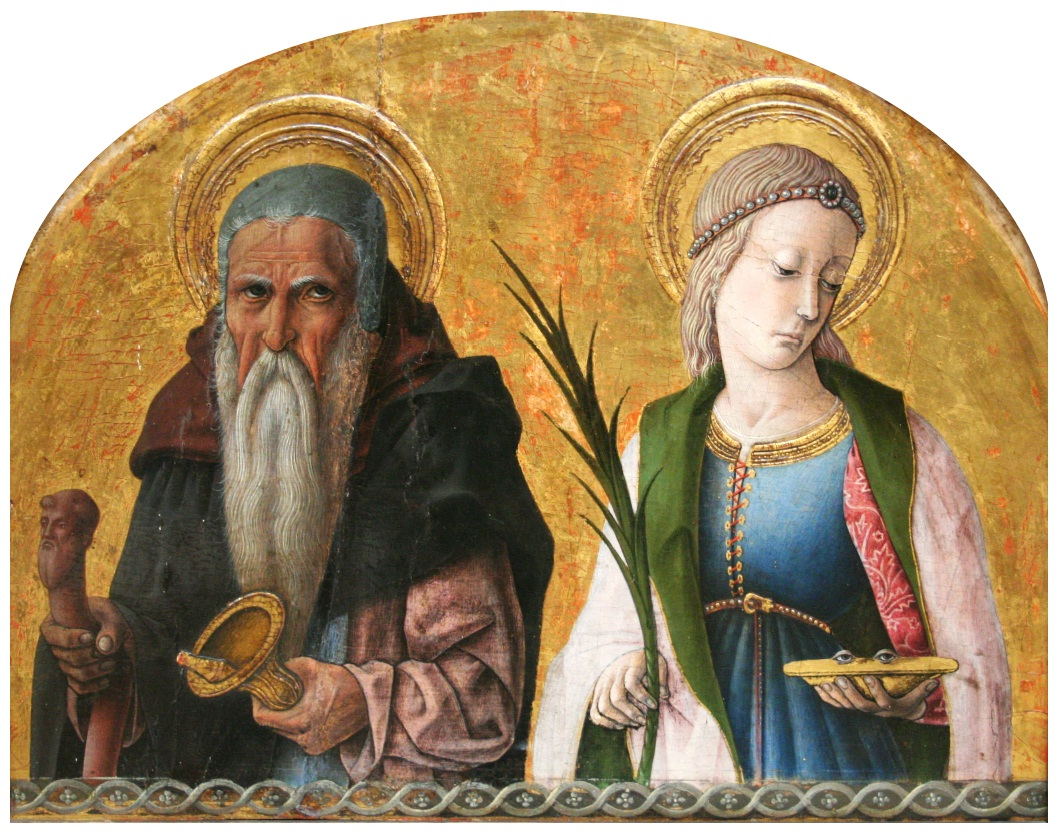
Saint Antoine et Sainte Lucie (vers 1470) de Carlo Crivelli
La Dame à l’hermine de Leonardo da Vinci
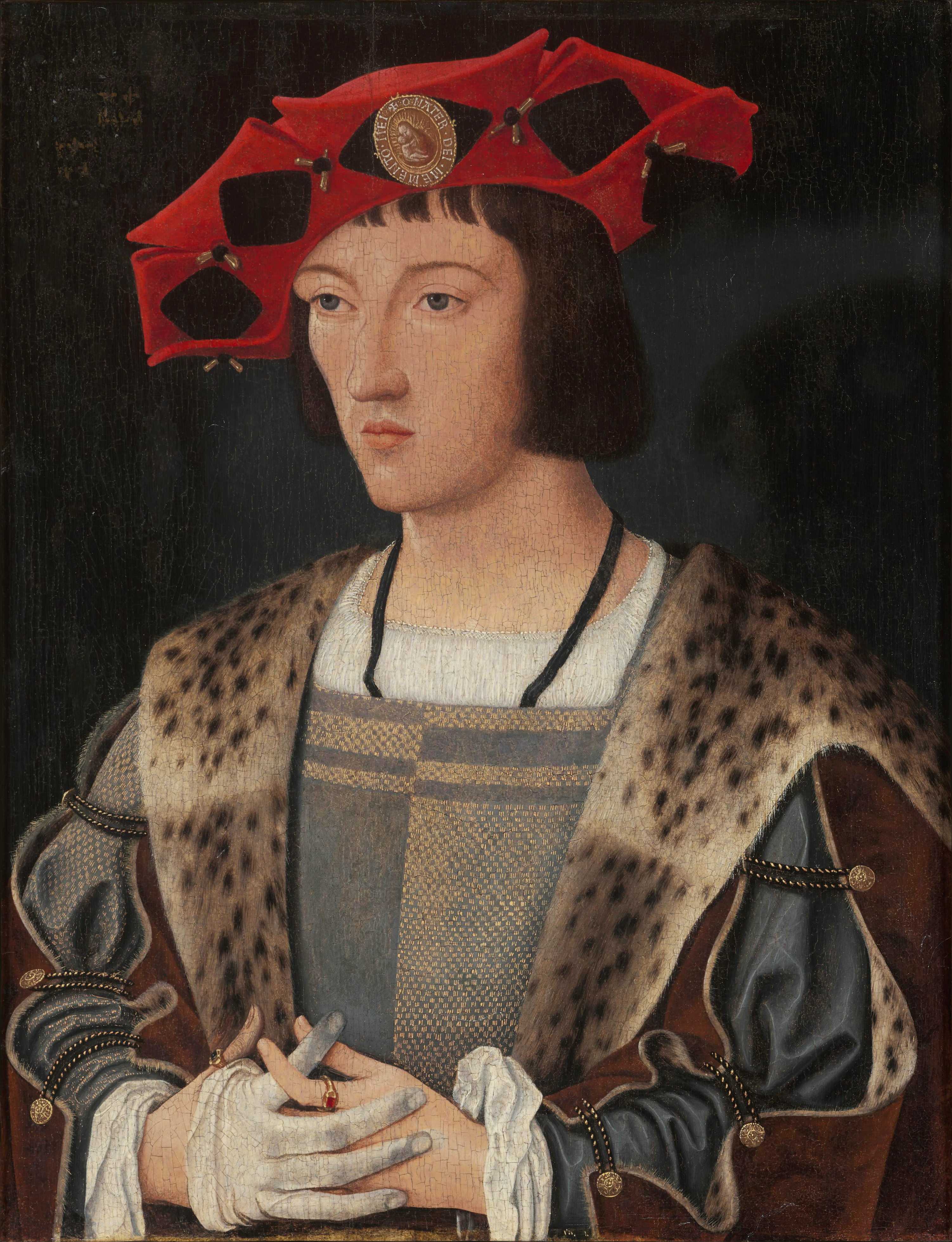
Portrait d'un courtier de Jan Mostaert
La famille des Jagellonides (vers 1556) de Lucas Cranach le Jeune
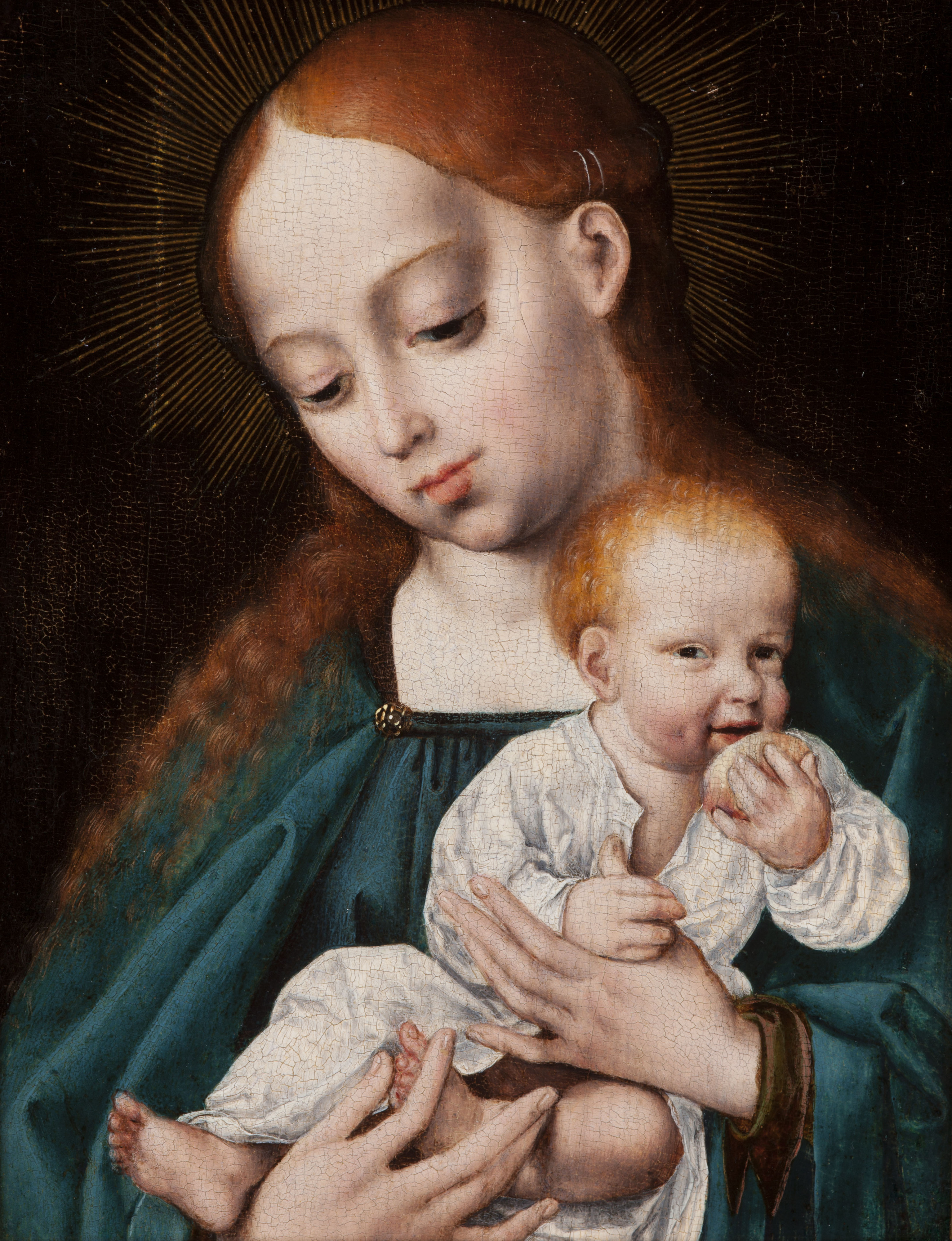
La Vierge à l'Enfant mangeant une pomme (1525-1530) de Joos van Cleve
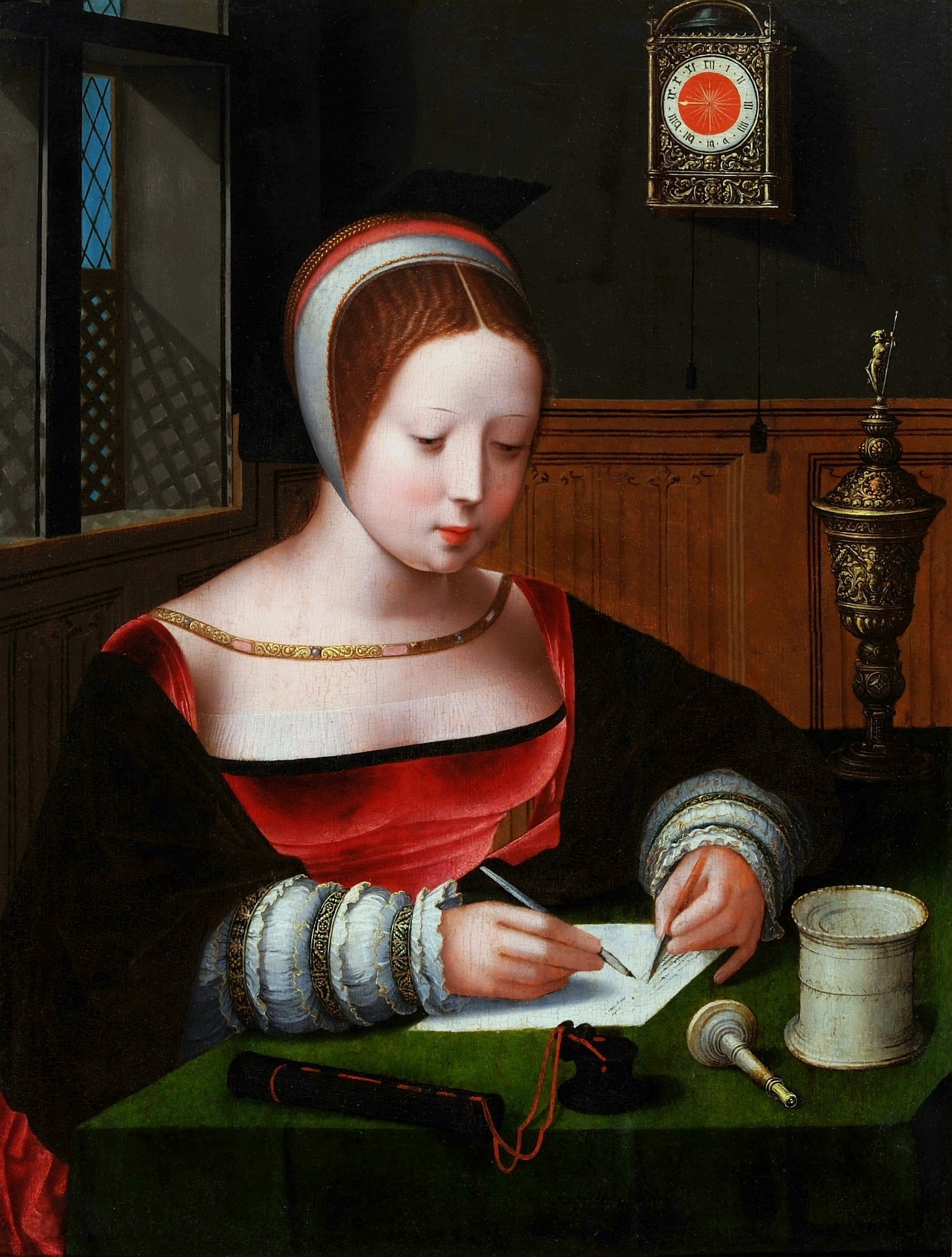
Sainte Marie Madeleine écrivant (première moitié du XVIe siècle) de Maître des Demi-figures Féminines
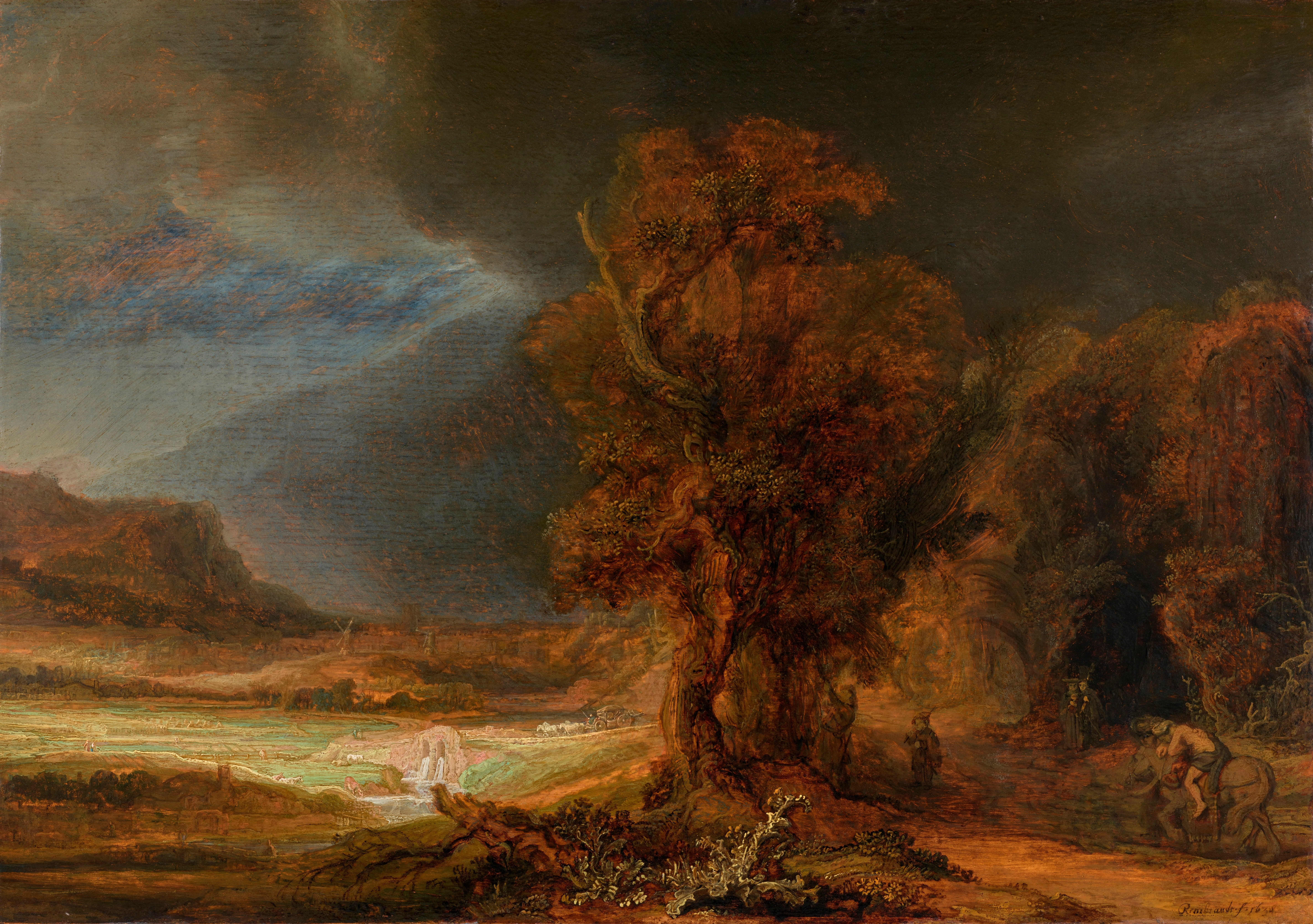
Paysage au bon samaritain de Rembrandt
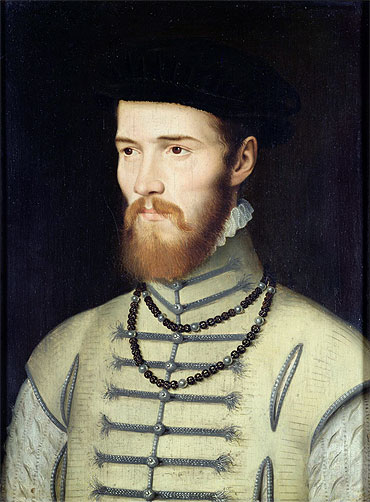
Soi-disant Don Juan de François Clouet
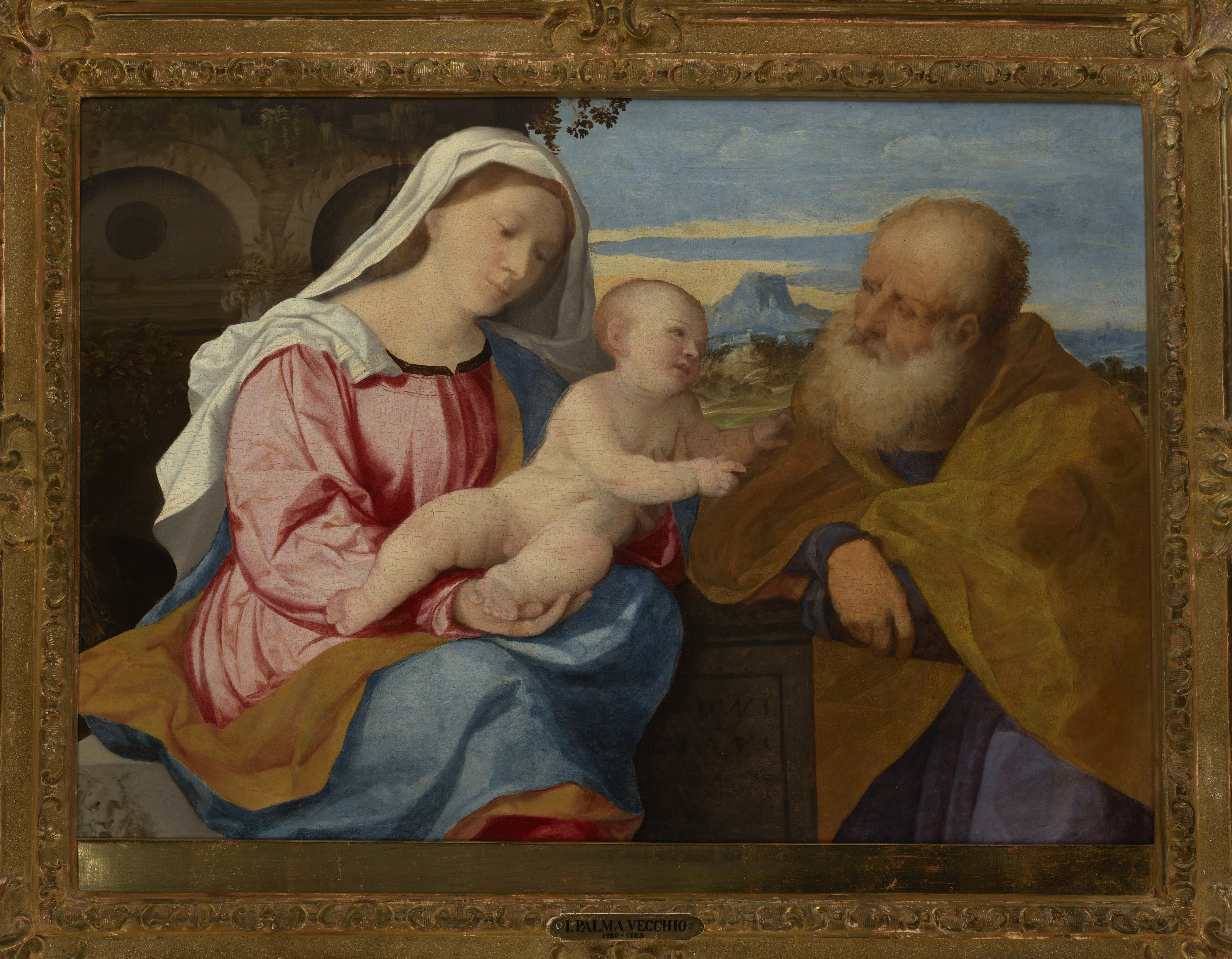
La Sainte Famille de Jacopo Palma il Vecchio
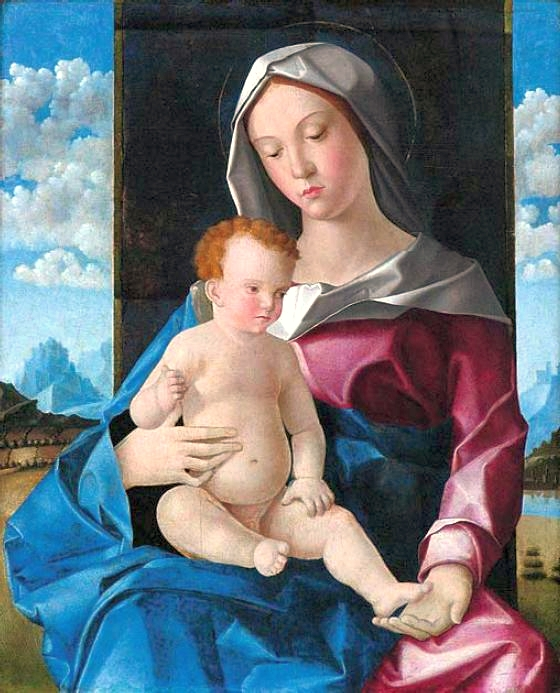
Vierge à l'enfant de Vincenzo Catena
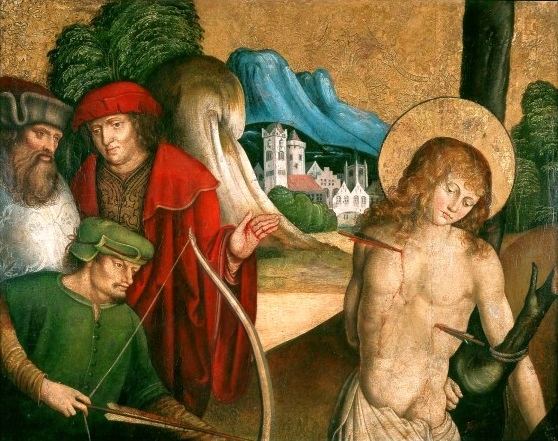
Saint Sébastien de Maître de Sigmaringen

### Les arts décoratifs
La collection des arts décoratifs comprend à la fois des objets d'une grande valeur artistique et historique, liés à des personnalités qui ont marqué l'histoire de la Pologne et de l'histoire universelle, ainsi que des objets commémoratifs et des reliques. Des collections précieuses comprennent des œuvres en ivoire – œuvres d'artistes byzantins, français, allemands et italiens du XIe au XVIIIe siècle, des émaux médiévaux et de la Renaissance, principalement des ateliers de Limoges, mais aussi des pièces de Lorraine et de Catalogne. La majolique italienne et hispano-mauresque de la Renaissance, la porcelaine de Meissen, les premiers verres vénitiens, les tissus et tapisseries ainsi que l'art oriental, principalement persan et turc, sont également représentés. Un groupe précieux d'objets comprend des médailles polonaises et étrangères ainsi qu'une collection de monnaies polonaises.

Objets sélectionnés de la collection
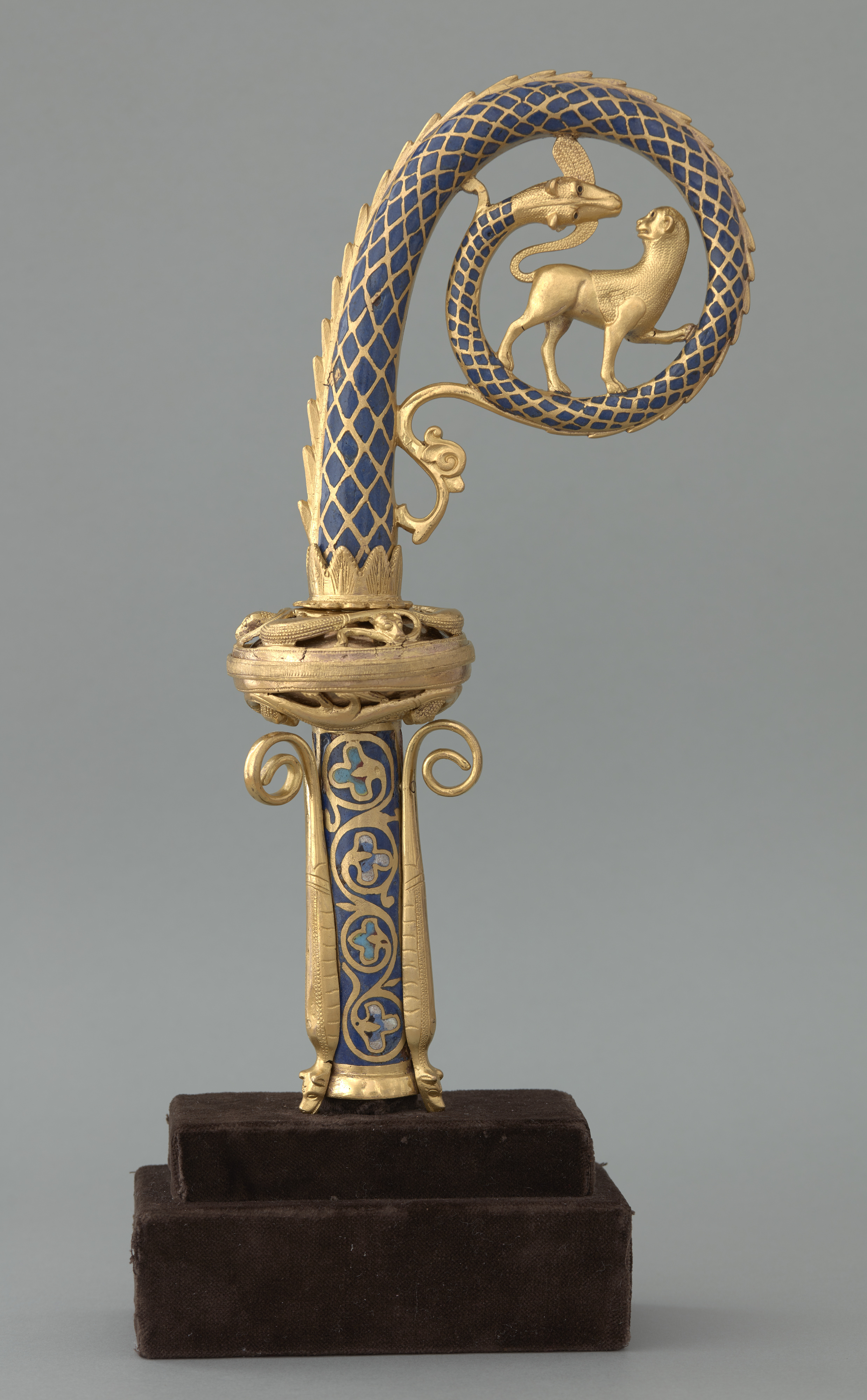
Crochet de pastorale (1220-1230)
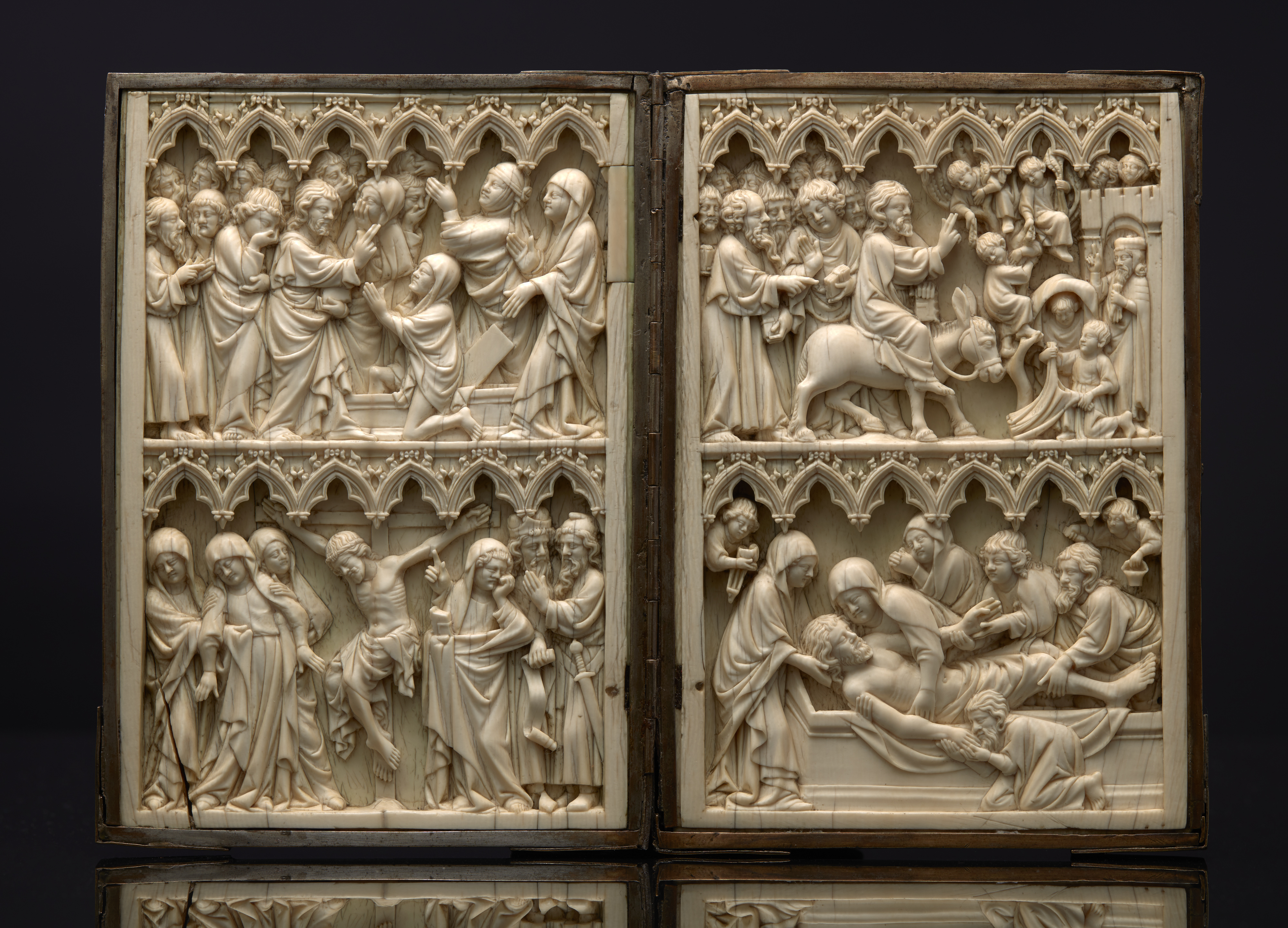
Diptyque selon la tradition de la reine Jadwiga d'Anjou (1350-1375)
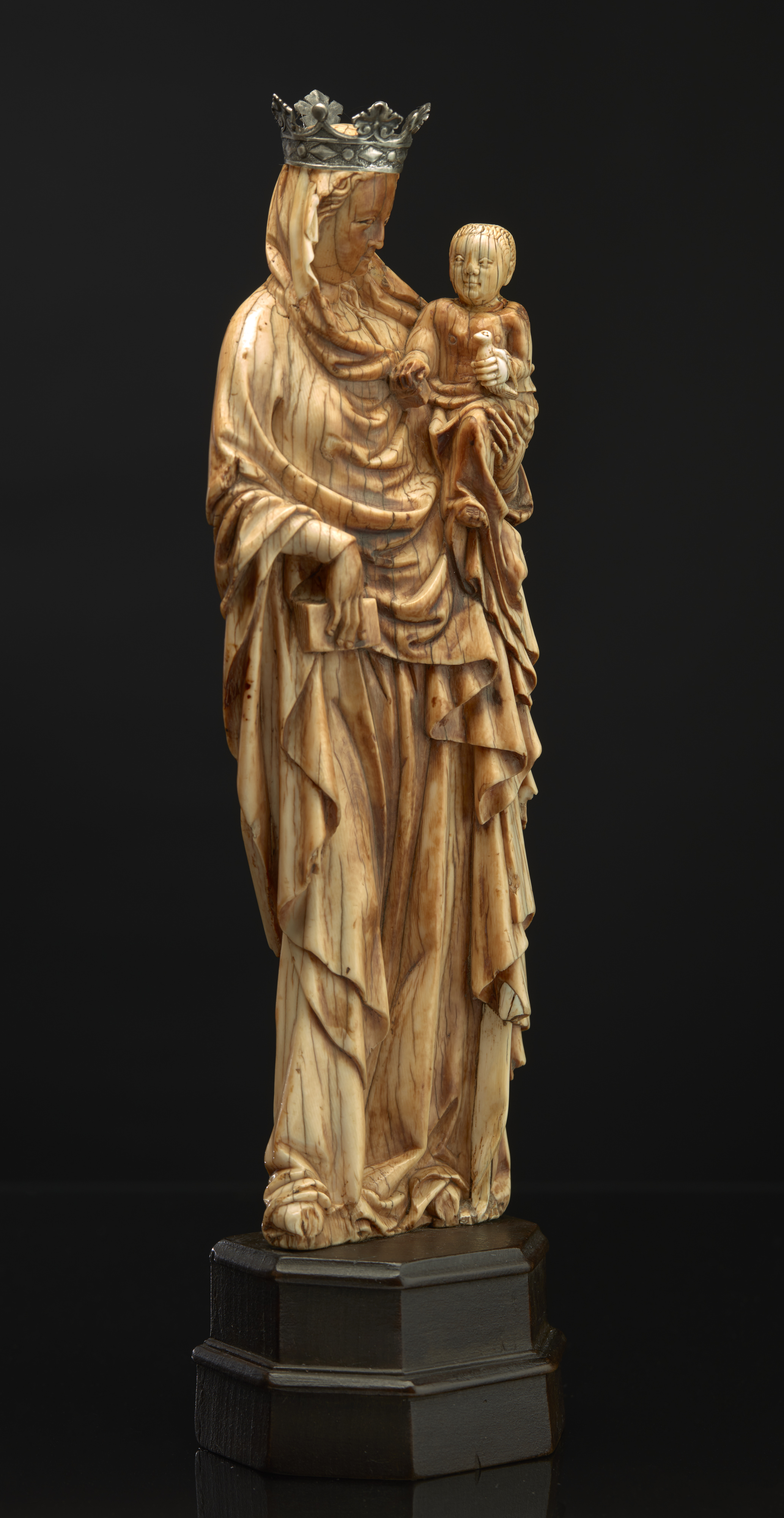
Madone à l'Enfant (vers 1350)
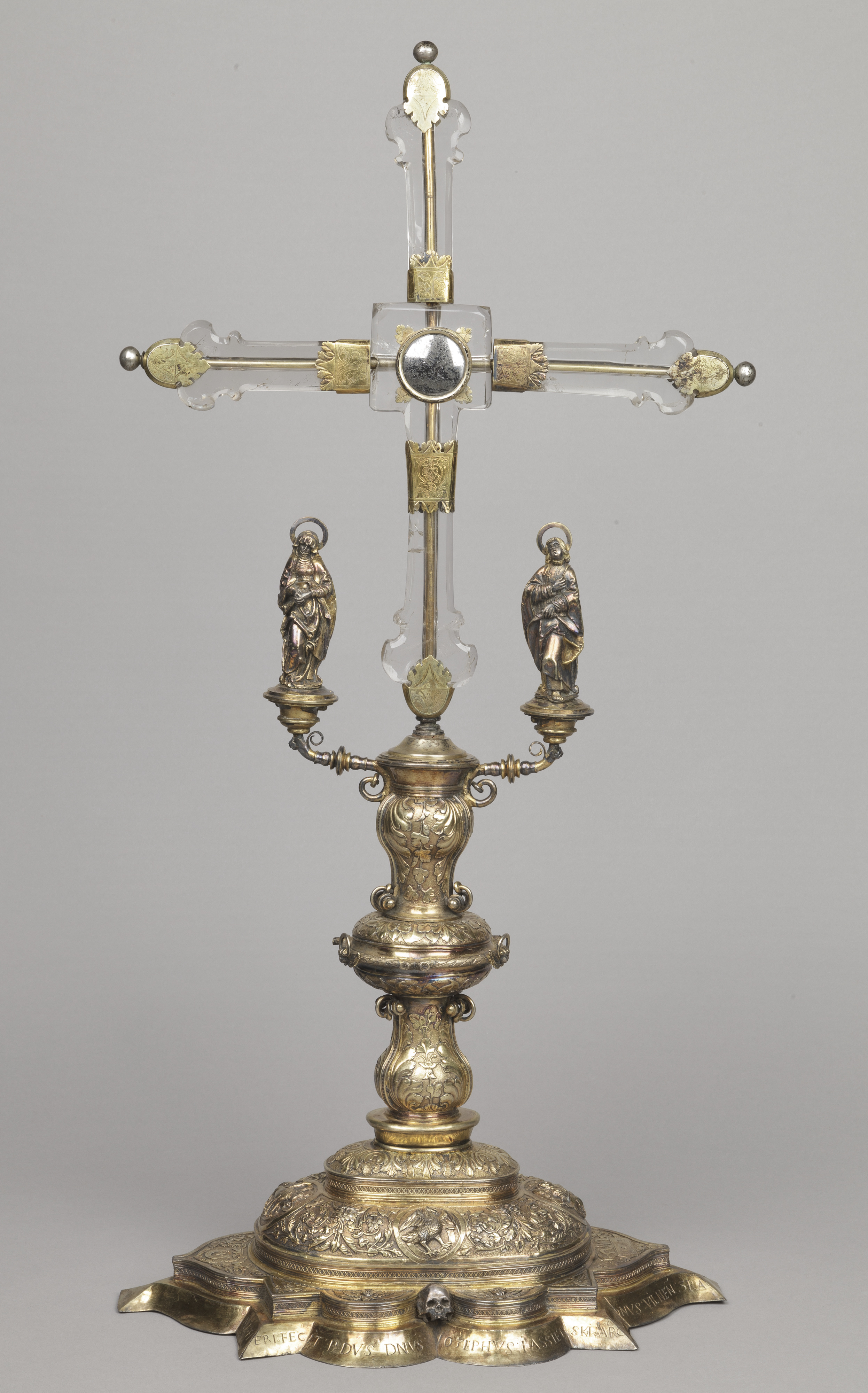
Croix pacifique fondée par Józef Jasieński (1543)
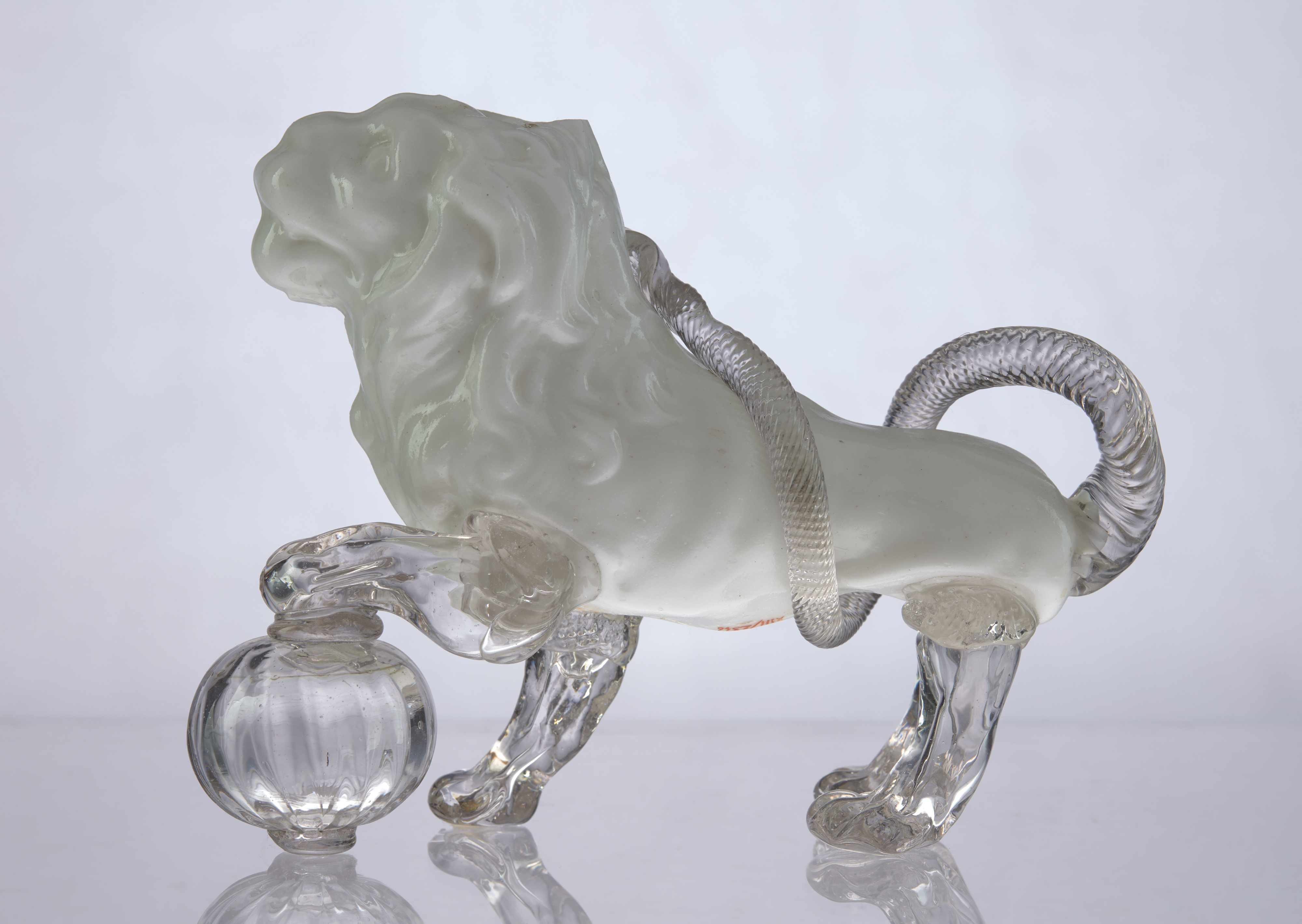
Figurine de lion (fin du XVIIe siècle et début du XVIIIe siècle)
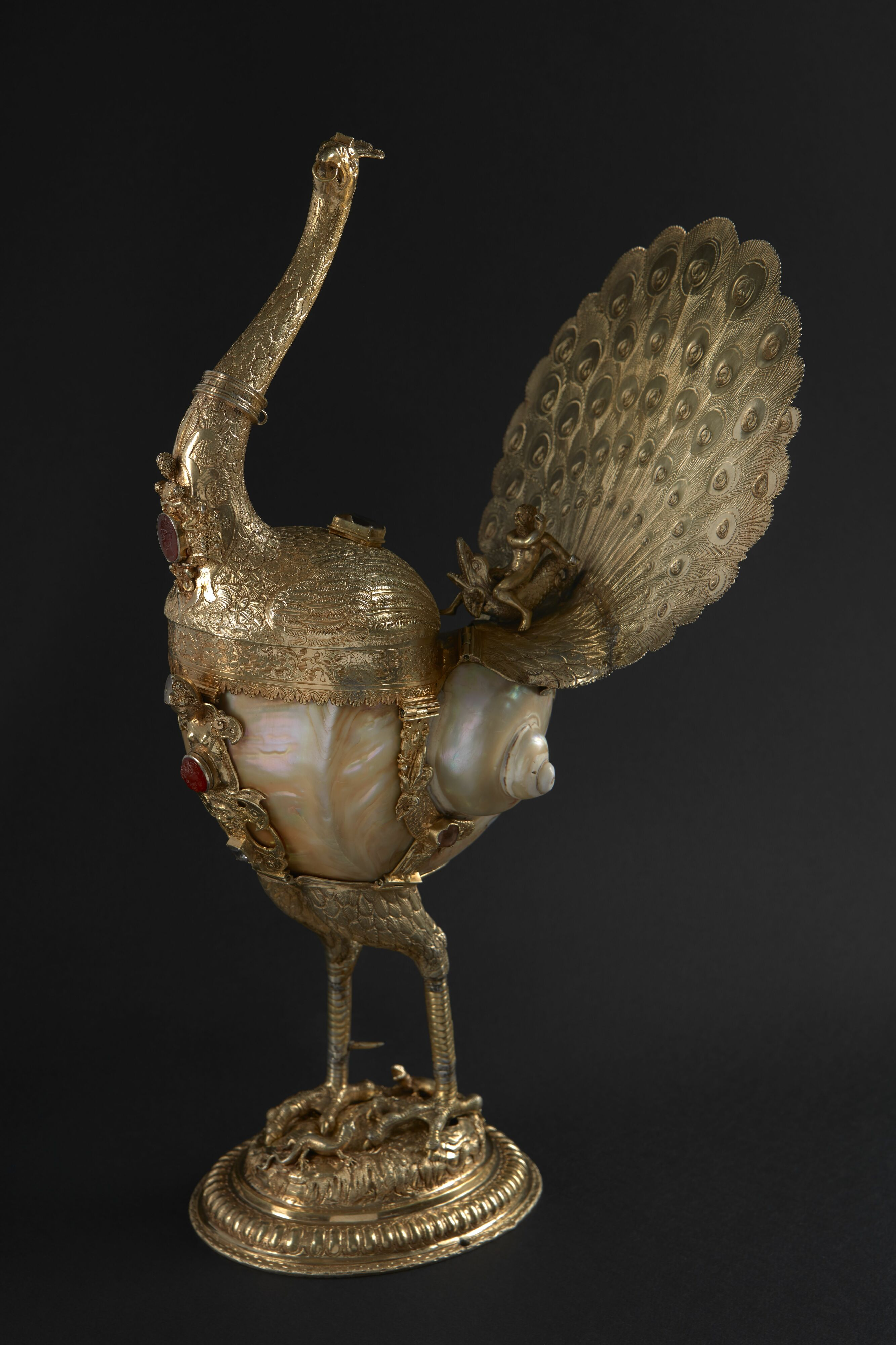
Coupe en forme de paon (vers 1600)
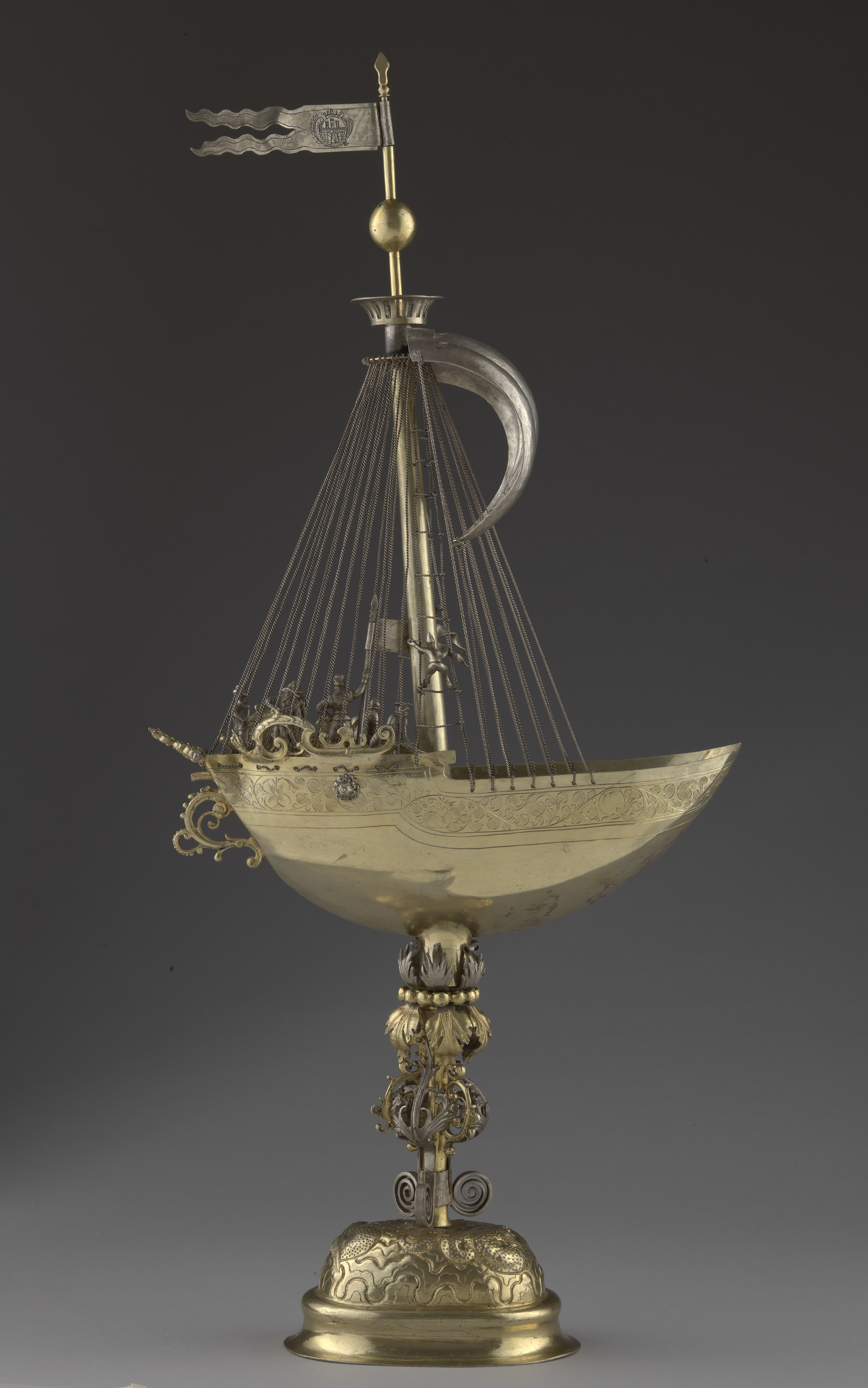
Coupe en forme de navire (1600-1625)
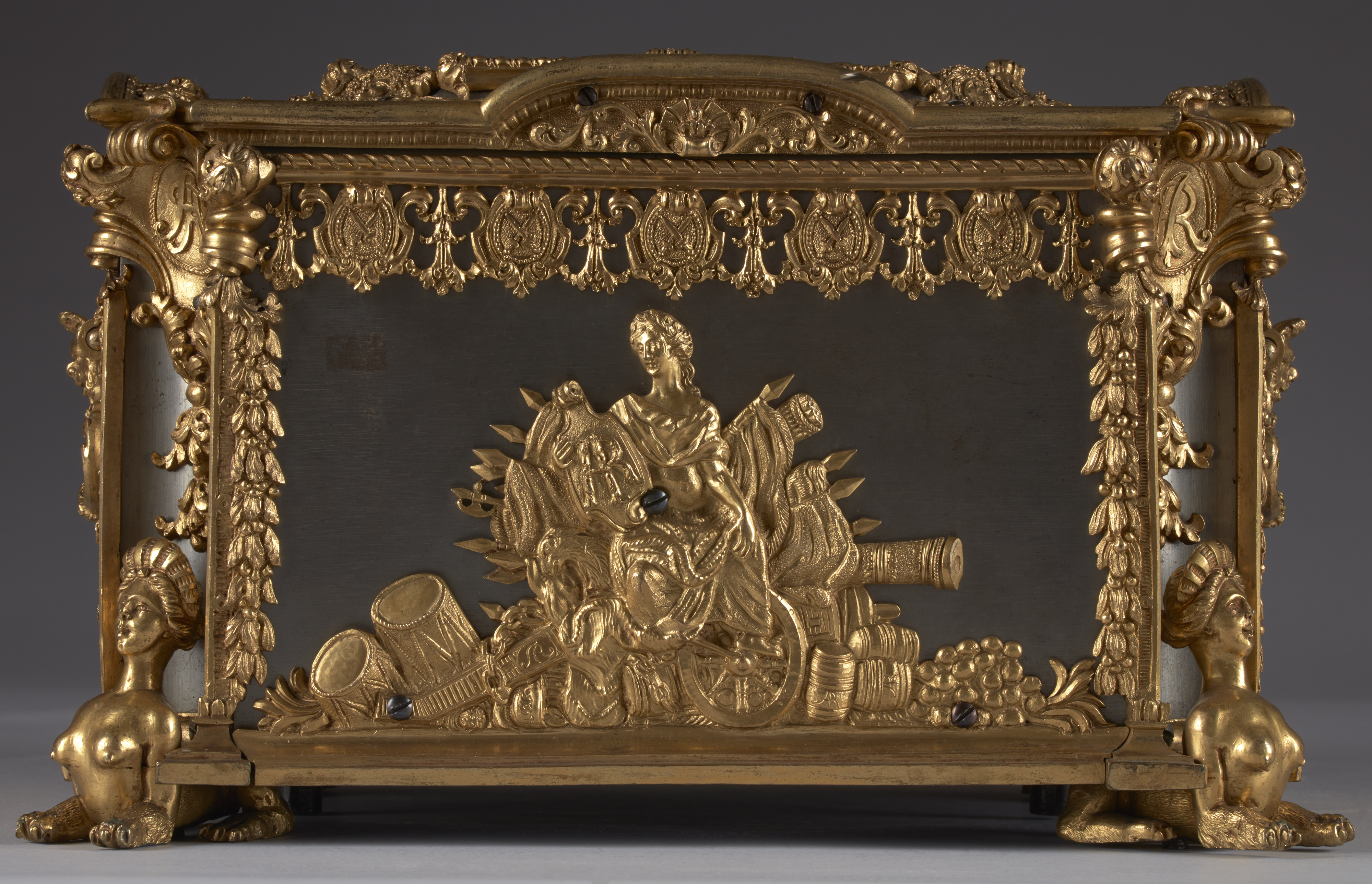
Coffret blindé (avant 1738)
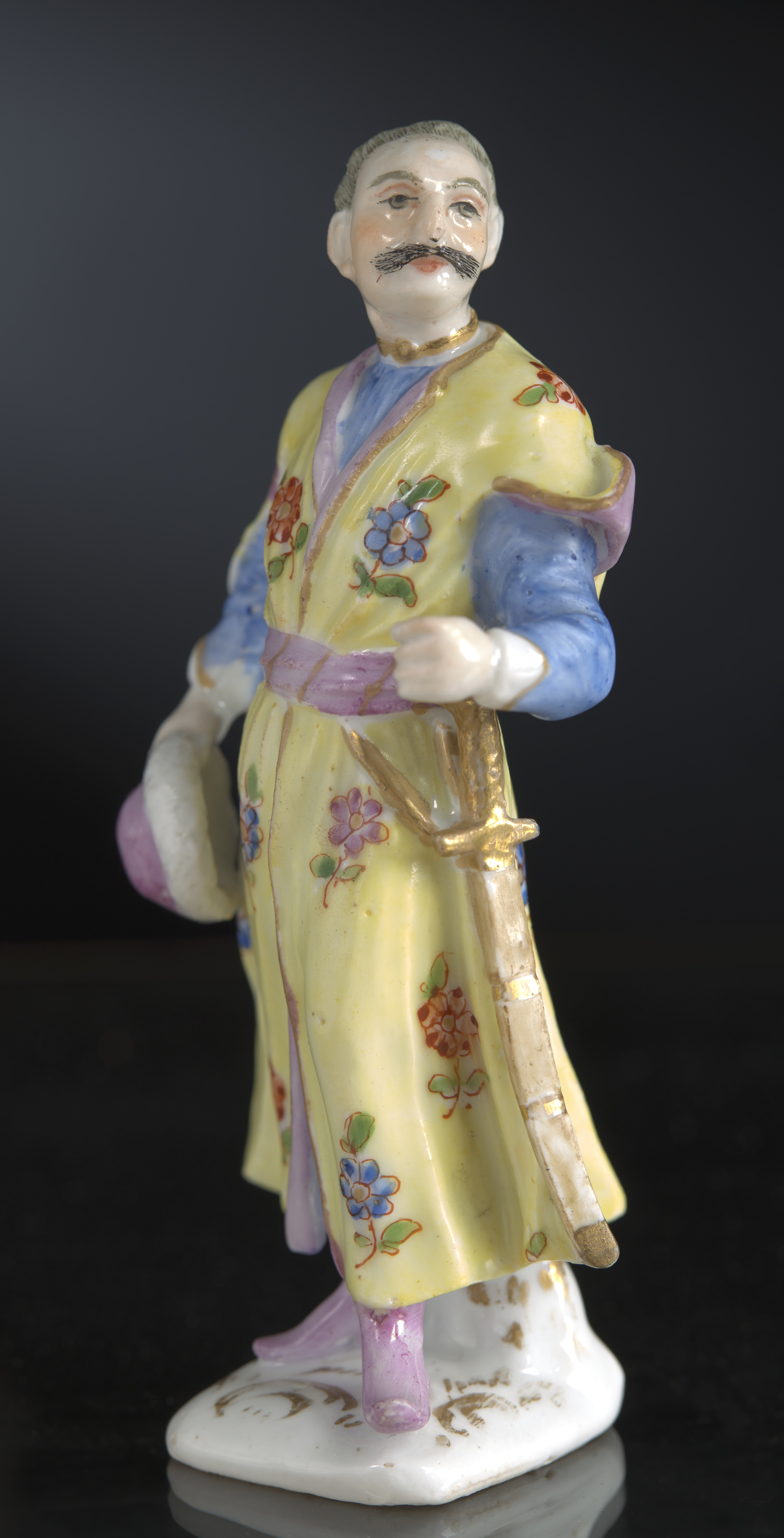
Figurine d'un noble polonais (vers 1755)

### L'armurerie
L'armurerie du musée Czartoryski, bien que petite, fait partie des plus précieuses du pays. La majorité de ses objets proviennent de la collection initiale de Puławy, du temple de Sibylle (fondé en 1801) et de la Maison gothique (de 1809).

Objets sélectionnés de la collection
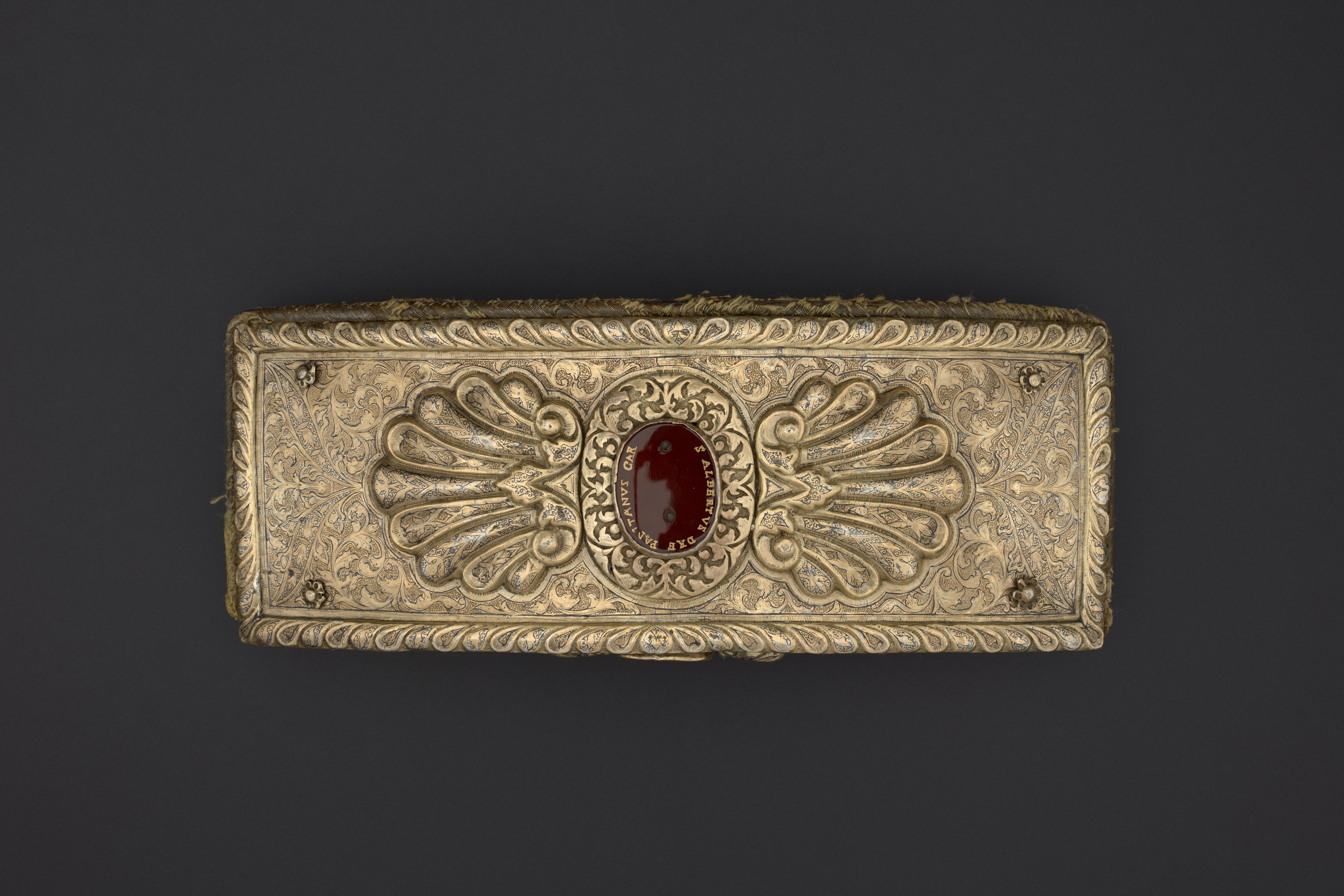
Étui à munitions (fin du XVIIe siècle et début du XVIIIe siècle)
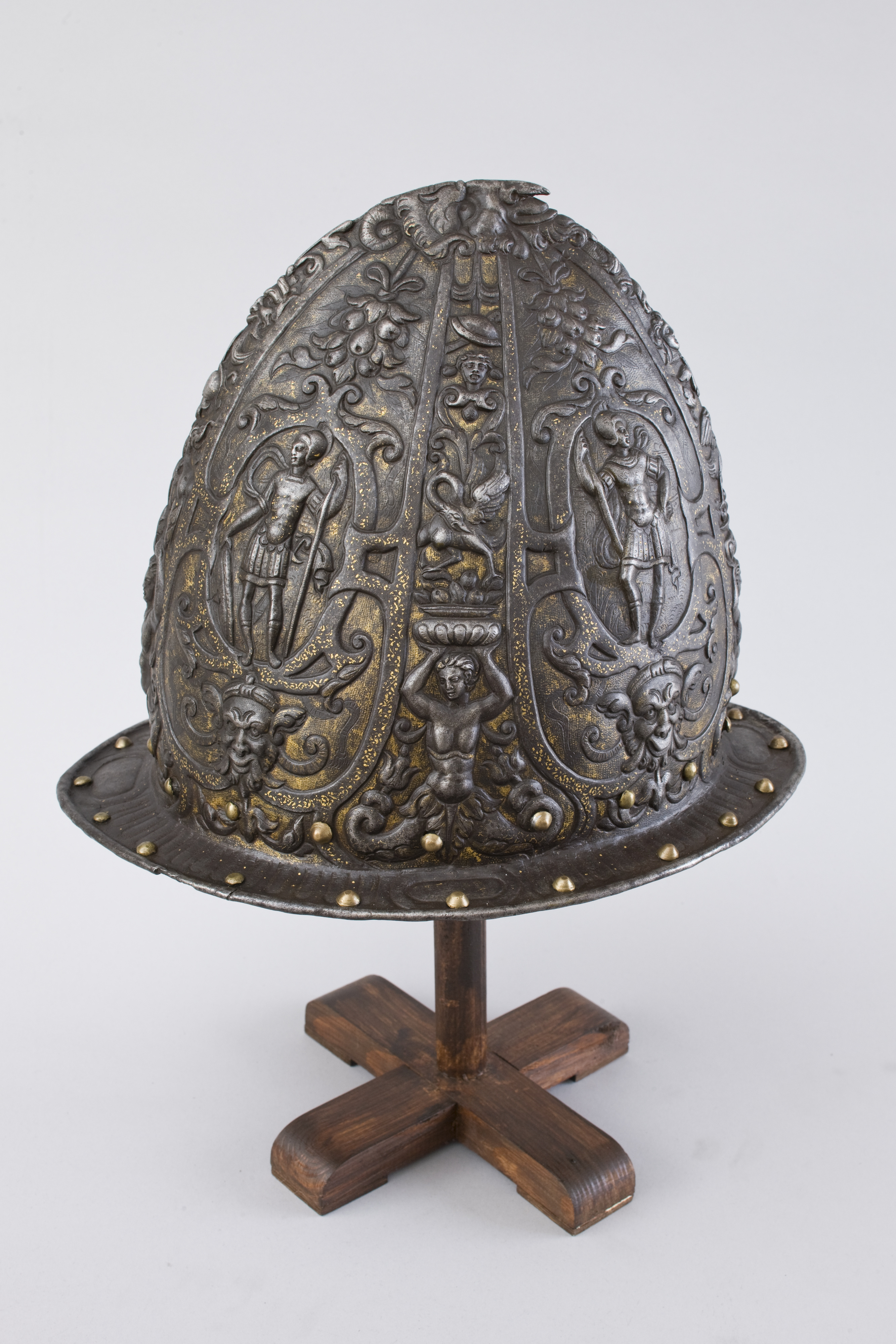
Morion, selon la tradition de Charles le Téméraire (vers 1585)
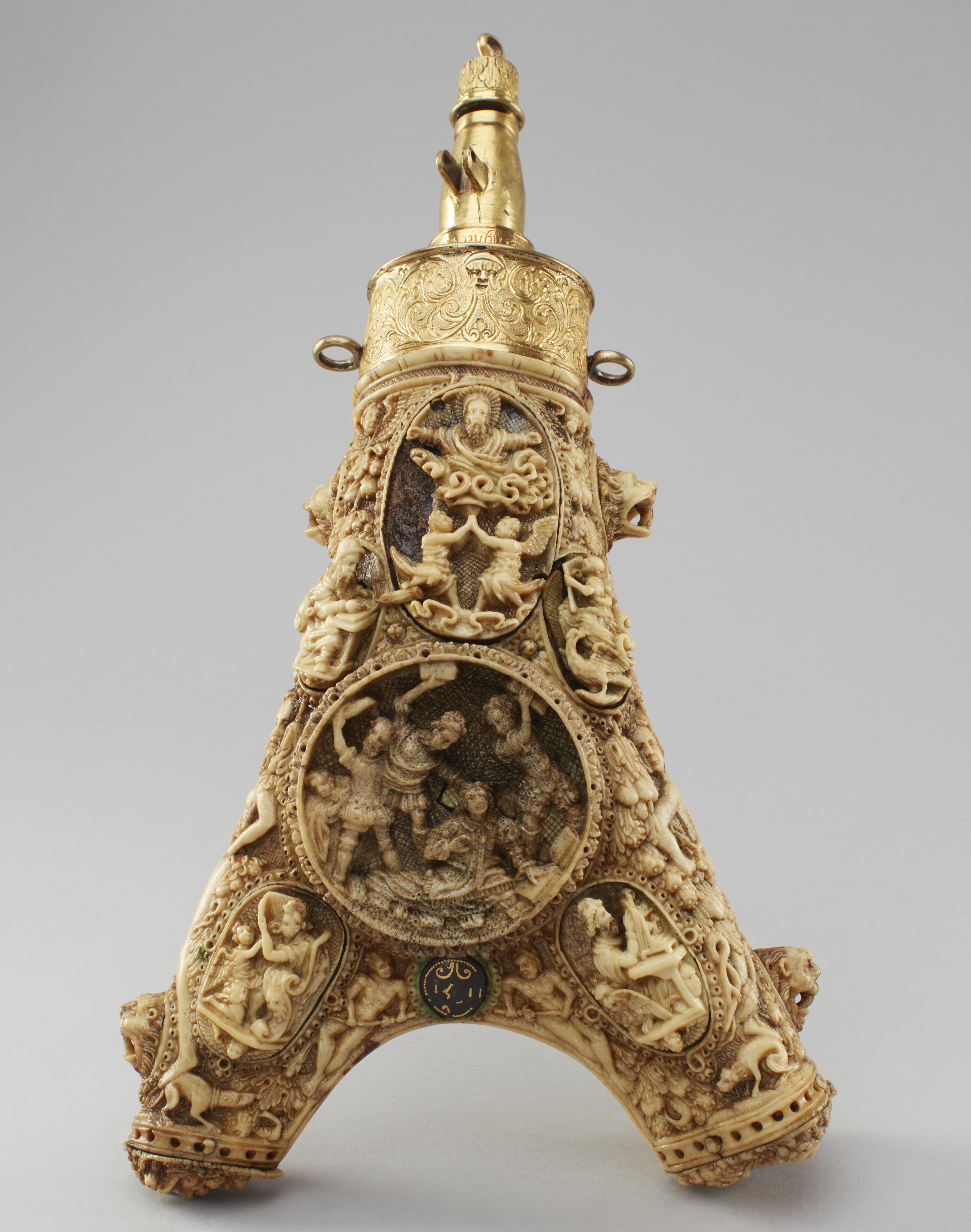
La cartouchière selon la tradition de Henri VIII (1531)
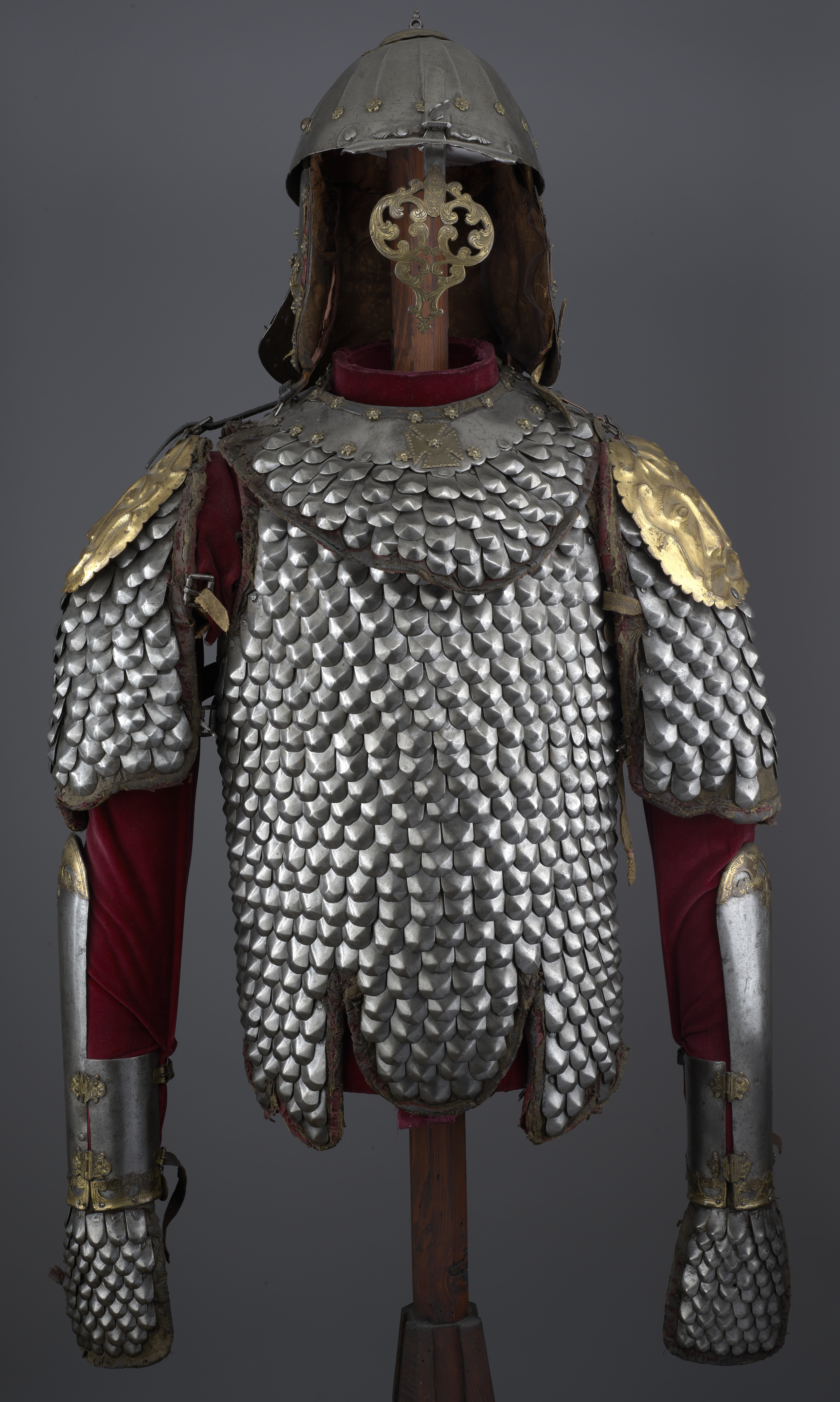
Armure karacénienne (2e moitié du XVIIe siècle)
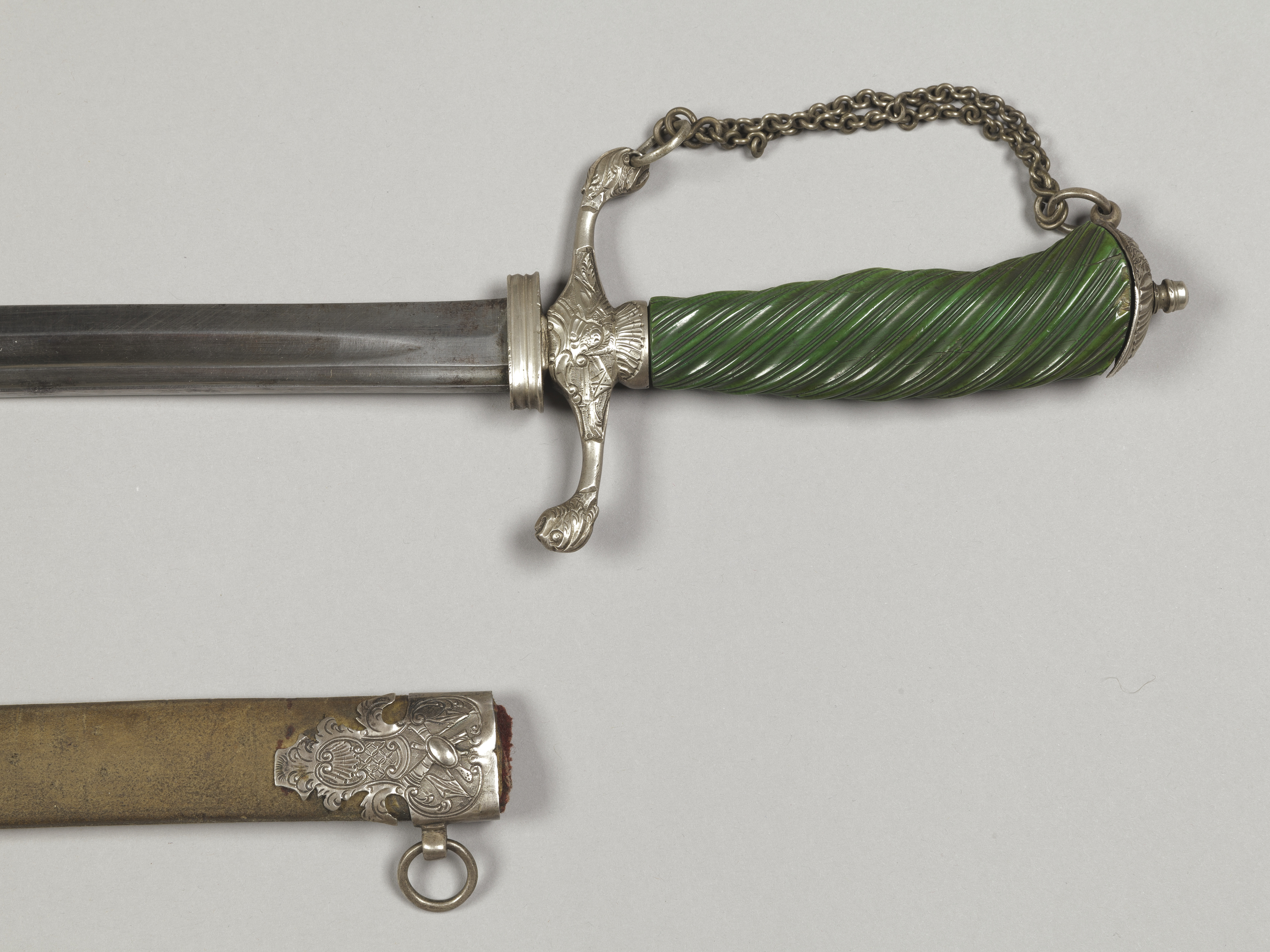
Couteau de bord de James Cook (XVIIIe siècle)

### Cabinet des estampes et des dessins
Dans les collections du Cabinet des estampes et des dessins se trouvent des œuvres représentant des portraits de personnalités polonaises et étrangères, des gravures à thème historique et religieux, ainsi que des vues de villes polonaises et étrangères. La collection conserve des œuvres représentant des artistes tels que Jacques Callot, Stefano Della Bella, Jean-Pierre Norblin.
Une valeur particulière revêt les exemples de gravures italiennes des XVe et XVIe siècles, la collection des estampes des maniéristes anversois, ainsi que les gravures d'Albrecht Dürer, les 12 grands paysages d'après Pieter Bruegel l'Ancien, et le Paysage avec trois arbres de Rembrandt. Un groupe distinct est constitué par les dessins étrangers, comme par exemple Trois têtes féminines de Gerard David, ou les œuvres de Pieter Bruegel l'Ancien, Giandomenico Tiepolo et d'autres. La collection comprend également des plans architecturaux, notamment ceux liés à la reconstruction des immeubles au coin des rues Świętego Jana et Pijarska, de l'ancien monastère des Piaristes et de l'Arsenal pour le complexe des bâtiments du Musée et de la Bibliothèque Czartoryski.

Objets sélectionnés de la collection
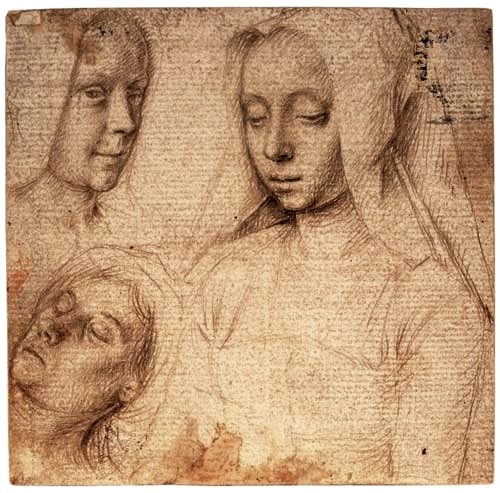
Gerard David
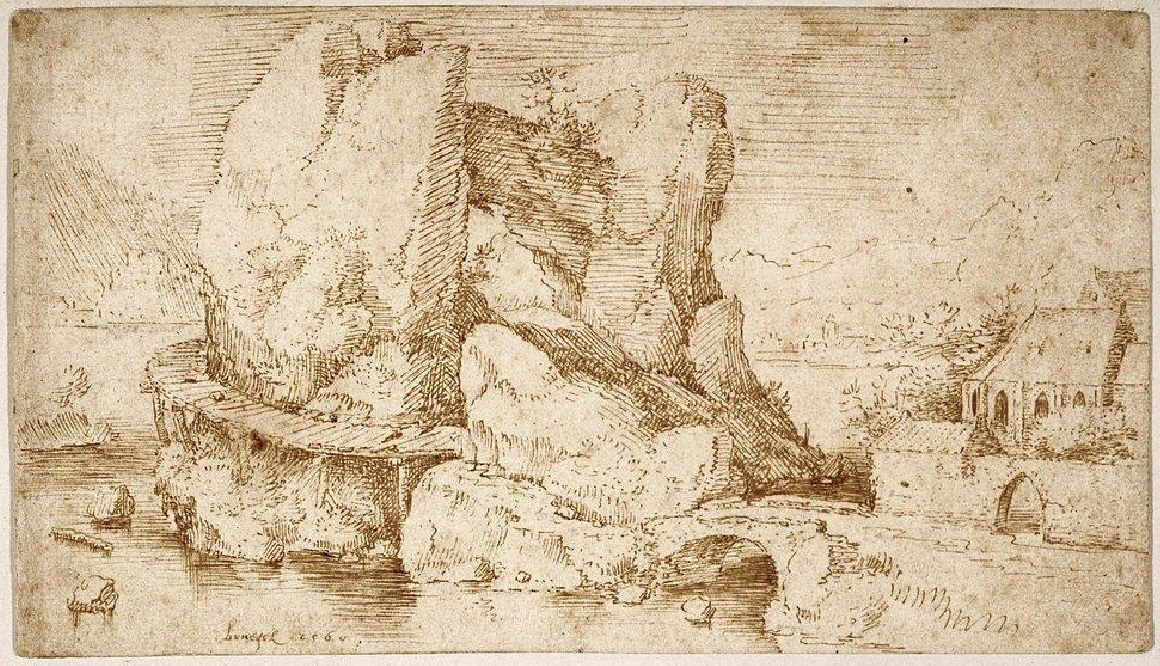
Pieter Bruegel l'Ancien
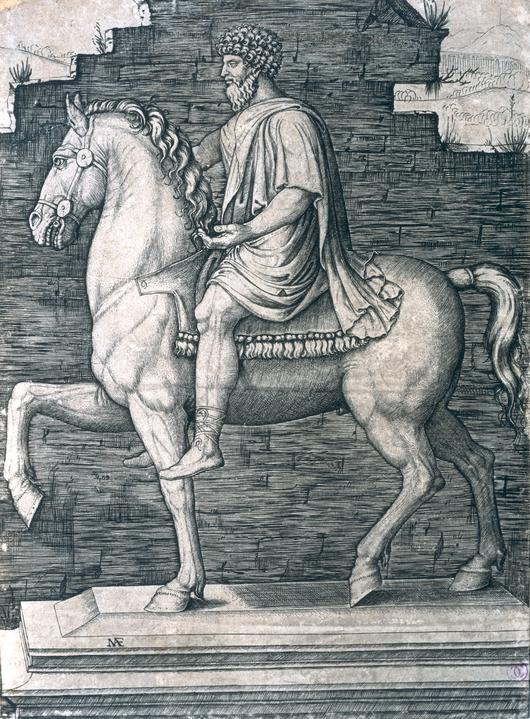
Marcantonio Raimondi
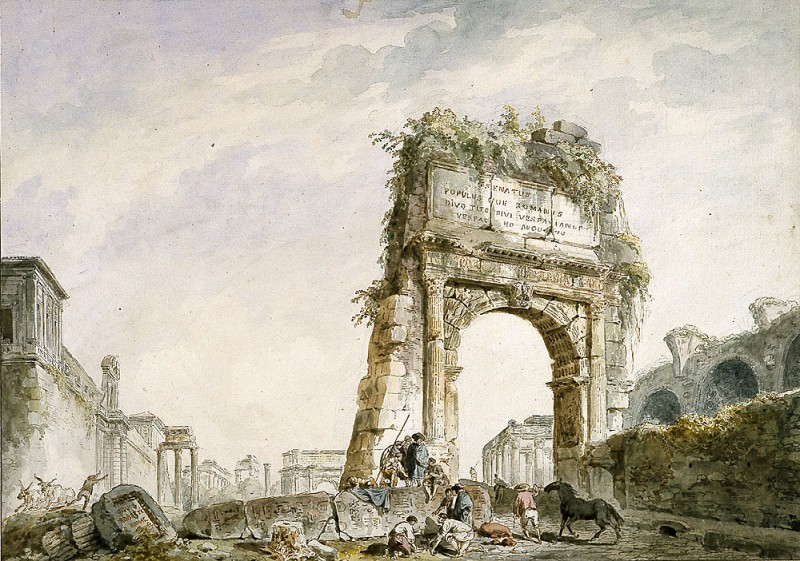
Hubert Robert
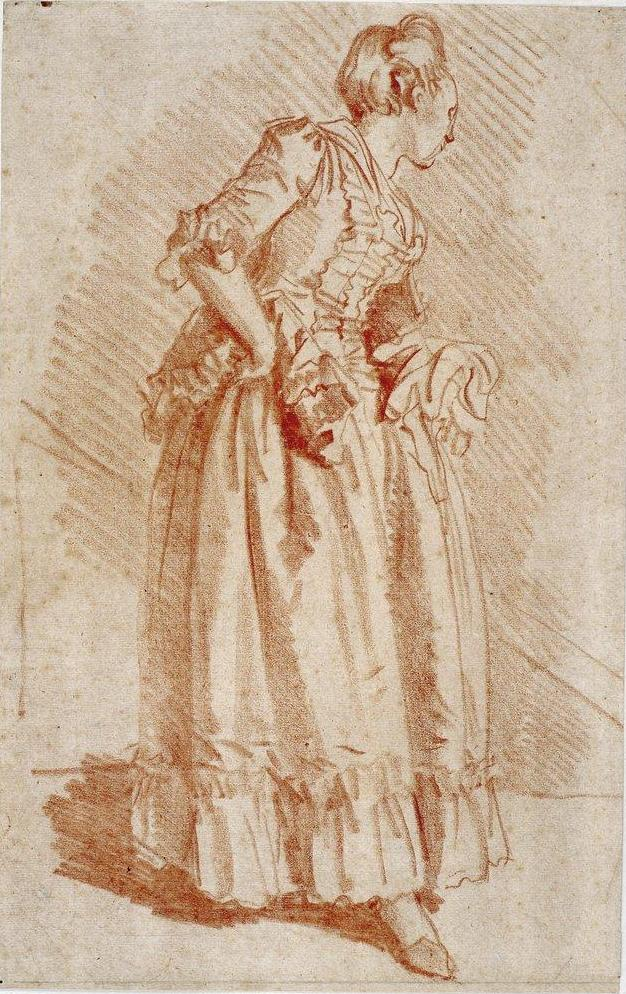
Jean-Honoré Fragonard